# Lista de jogos e aplicativos da DSiWare
Esta é uma lista de jogos e aplicativos, conhecidos coletivamente como DSiWare, para o console portátil Nintendo DSi, disponíveis para download na DSi Shop e não jogáveis em modelos DS anteriores. Uma atualização lançada para o Nintendo 3DS em junho de 2011 adicionou suporte para o serviço Nintendo eShop, que continha a biblioteca completa de jogos DSiWare da DSi Shop (na época), com exceção de certos jogos e aplicativos. Havia mais de 200 jogos para download disponíveis na América do Norte em agosto de 2010. Os jogos e aplicativos da DSiWare normalmente possuem ícones animados, mas alguns deles, como Bejeweled Twist, possuem ícones estáticos. Observe que as caixas em branco em algumas colunas representam informações atualmente não confirmadas ou desconhecidas. (Esta lista está incompleta e faltam alguns títulos e muitas datas de lançamento fora da América do Norte.) As datas de lançamento estão sujeitas a alterações. A DSi Shop encerrou a atividade em 31 de março de 2017. Apesar de os jogos e aplicativos DSiWare na Nintendo eShop não terem sido afetados, eles ficaram indisponíveis publicamente devido ao fechamento da eShop em 27 de março de 2023 O último título de software DSiWare foi Crazy Train, lançado nos Estados Unidos em 28 de janeiro de 2016.

## Lista de jogos da DSiWare
Foram 659 jogos lançados na plataforma DSiWare
| Título | Publicadora                | Japão                   | América do Norte        | Europa                  | Austrália               |
| --- | -------------------------- | ----------------------- | ----------------------- | ----------------------- | ----------------------- |
| 1001 BlockBusters | Selectsoft                 | Não lançado             | 13 de outubro de 2011   | 8 de março de 2012      | Não lançado             |
| 1001 Crystal Mazes Collection | Teyon                      | Não lançado             | 3 de maio de 2010       | 10 de dezembro de 2010  | Não lançado             |
| 101 Dolphin Pets | Teyon                      | Não lançado             | 31 de janeiro de 2011   | 11 de fevereiro de 2011 | Não lançado             |
| 101 MiniGolf World | Teyon                      | Não lançado             | 15 de março de 2010     | 17 de dezembro de 2010  | Não lançado             |
| 101 Pinball World | Teyon                      | Não lançado             | 12 de janeiro de 2012   | 9 de agosto de 2012     | Não lançado             |
| 101 Shark Pets | Teyon                      | Não lançado             | 5 de julho de 2010      | 21 de janeiro de 2011   | Não lançado             |
| 16 Shot! Shooting Watch | Hudson Soft                | 28 de abril de 2010     | 14 de junho de 2010     | 9 de julho de 2010      | 9 de julho de 2010      |
| 18th Gate | Circle Entertainment       | Não lançado             | Não lançado             | 18 de outubro de 2012   | 18 de outubro de 2012   |
| 1950s Lawn Mower Kids | Zordix                     | Não lançado             | 3 de novembro de 2011   | 1 de setembro de 2011   | 1 de setembro de 2011   |
| 1st Class Poker & BlackJack | GameOn                     | Não lançado             | 22 de março de 2012     | 15 de março de 2012     | Não lançado             |
| 24/7 Solitaire | GameOn                     | Não lançado             | 12 de julho de 2010     | 25 de junho de 2010     | Não lançado             |
| 200V Mahjong Challenge Spirits | Tasuke                     | 9 de setembro de 2009   | Não lançado             | Não lançado             | Não lançado             |
| 21: Blackjack | Digital Leisure            | Não lançado             | 15 de novembro de 2010  | 1 de dezembro de 2011   | Não lançado             |
| 2Puzzle It: Fantasy | Neuland Multimedia         | Não lançado             | Não lançado             | 7 de julho de 2011      | Não lançado             |
| 3 Heroes Crystal Soul | Circle Entertainment       | Não lançado             | Não lançado             | Não lançado             | 23 de fevereiro de 2012 |
| 3-bun Tenkatouitsu: Bakumatsu Quiz-Hen                                                                                             | GAE                        | 22 de setembro de 2010  | Não lançado             | Não lançado             | Não lançado             |
| 3-pun Tenkatouitsu: Higashinippon Sengoku Quiz-Hen                                                                                 | GAE                        | 24 de fevereiro de 2010 | Não lançado             | Não lançado             | Não lançado             |
| 3-pun Tenkatouitsu: Nishinippon Sengoku Quiz-Hen                                                                                   | GAE                        | 24 de fevereiro de 2010 | Não lançado             | Não lançado             | Não lançado             |
| 3,2,1...WordsUp! | GameOn                     | Não lançado             | 5 de julho de 2012      | 2 de agosto de 2012     | Não lançado             |
| 3450 Algo | Comolink                   | 16 de março de 2011     | Não lançado             | Não lançado             | Não lançado             |
| 3D Mahjong | GameOn                     | Não lançado             | 16 de agosto de 2010    | 20 de agosto de 2010    | Não lançado             |
| 3D Twist & Match | Sanuk Games                | Não lançado             | 16 de agosto de 2010    | 23 de maio de 2011      | Não lançado             |
| 4 Travellers: Play French | Agenius Interactive        | Não lançado             | 12 de julho de 2010     | 16 de julho de 2010     | 16 de julho de 2010     |
| 4 Travellers: Play Spanish | Agenius Interactive        | Não lançado             | 8 de março de 2010      | 12 de março de 2010     | 5 de março de 2010      |
| 40-in-1 Explosive Megamix | Nordcurrent                | Não lançado             | 19 de janeiro de 2012   | 9 de fevereiro de 2012  | Não lançado             |
| 5 in 1 Mahjong | cerasus.media              | Não lançado             | 14 de março de 2011     | 18 de março de 2011     | Não lançado             |
| 5 in 1 Solitaire | Digital Leisure            | Não lançado             | 1 de fevereiro de 2010  | 16 de julho de 2010     | Não lançado             |
| 505 Tangram | Cosmigo                    | 1 de maio de 2013       | 7 de fevereiro de 2011  | 7 de julho de 2011      | Não lançado             |
| 7 Card Games | cerasus.media              | Não lançado             | 12 de abril de 2010     | Não lançado             | Não lançado             |
| 90's Pool | Cinemax                    | Não lançado             | 9 de março de 2012      | 9 de agosto de 2012     | Não lançado             |
| 99Bullets | EnjoyUp Games              | 30 de maio de 2012      | 23 de maio de 2011      | 21 de julho de 2011     | Não lançado             |
| 99Moves | EnjoyUp Games              | Não lançado             | 31 de janeiro de 2013   | 4 de julho de 2013      | Não lançado             |
| 99Seconds | EnjoyUp Games              | Não lançado             | 31 de maio de 2012      | 12 de julho de 2012     | Não lançado             |
| A Fairy Tale | Lemon Team                 | Não lançado             | Não lançado             | Não lançado             | 30 de junho de 2011     |
| A Kappa's Trail | Nintendo                   | 9 de dezembro de 2009   | 14 de junho de 2010     | Não lançado             | Não lançado             |
| A Topsy Turvy Life: The Turvys Strike Back Are? DS ga Sakasa desu kedo. Gyaku ShootingJP                                           | Tecmo                      | 3 de fevereiro de 2010  | 31 de maio de 2010      | 11 de junho de 2010     | Não lançado             |
| A Topsy Turvy Life: Turvy Drops Are? DS ga Sakasa desu kedo. Sakasa DropsJP                                                        | Tecmo                      | 3 de fevereiro de 2010  | 17 de maio de 2010      | 4 de junho de 2010      | Não lançado             |
| Aahh! Spot the Difference Atta! Spot the DifferenceJP                                                                              | Tecmo                      | 3 de outubro de 2012    | 1 de março de 2012      | 22 de março de 2010     | Não lançado             |
| Absolute Baseball at Sports! Pro Yakyuu 2010JP                                                                                     | TASUKE                     | 9 de junho de 2010      | 4 de abril de 2011      | Não lançado             | Não lançado             |
| Absolute BrickBuster at Enta! Block KuzushiJP                                                                                      | TASUKE                     | 21 de abril de 2010     | 26 de julho de 2010     | Não lançado             | Não lançado             |
| Absolute Chess atChess Challenge SpiritsJP                                                                                         | TASUKE                     | 13 de janeiro de 2010   | 9 de agosto de 2010     | Não lançado             | Não lançado             |
| Absolute Reversi at Enta! Taisen ReversiJP                                                                                         | TASUKE                     | 26 de maio de 2010      | 23 de agosto de 2010    | Não lançado             | Não lançado             |
| Abyss | EnjoyUp Games              | 26 de maio de 2010      | 23 de agosto de 2012    | Não lançado             | Não lançado             |
| Academy: Checkers | Gamelion                   | Não lançado             | 27 de outubro de 2011   | 20 de outubro de 2011   | Não lançado             |
| Academy: Chess Puzzles | Gamelion                   | Não lançado             | 4 de outubro de 2012    | 27 de dezembro de 2012  | Não lançado             |
| Academy: Tic-Tac-ToeNA Academy: Tic-Tac-Toe - Noughts and CrossesEU, PAL                                                           | Gamelion                   | Não lançado             | 18 de outubro de 2010   | 15 de outubro de 2010   | 15 de outubro de 2010   |
| Accel Knights: Imashi ga Tame Ware wa Tsurugi o Toru                                                                               | ArtePiazza                 | 6 de outubro de 2010    | Não lançado             | Não lançado             | Não lançado             |
| Ace Mathician | Circle Entertainment       | Não lançado             | Não lançado             | Não lançado             | 2 de agosto de 2012     |
| Advanced Circuits | BiP media                  | Não lançado             | Não lançado             | Não lançado             | 11 de junho de 2010     |
| Adventure in Vegas: Slot Machine                                                                                                   | Gamelion                   | 6 de março de 2013      | 8 de novembro de 2010   | 7 de janeiro de 2011    | 7 de janeiro de 2011    |
| AfterzoomNA Micro no SeimeitaiJP                                                                                                   | Abylight                   | 14 de julho de 2011     | 21 de julho de 2011     | 15 de outubro de 2010   | Não lançado             |
| Ah! Heaven | CIRCLE Entertainment       | Não lançado             | 7 de fevereiro de 2013  | 4 de abril de 2013      | Não lançado             |
| Ah! Nikakutori | Acute Entertainment, Inc.  | 17 de março de 2010     | Não lançado             | Não lançado             | Não lançado             |
| Ai... Sengoku Spirits EX: Gunshiden                                                                                                | TASUKE                     | 13 de abril de 2011     | Não lançado             | Não lançado             | Não lançado             |
| Ai... Sengoku Spirits EX: Moushouden                                                                                               | TASUKE                     | 11 de maio de 2011      | Não lançado             | Não lançado             | Não lançado             |
| Ai... Sengoku Spirits EX: Shukunden                                                                                                | TASUKE                     | 13 de abril de 2011     | Não lançado             | Não lançado             | Não lançado             |
| Ai...Sengoku Spirits Gaiden: Hideyoshi-Hen                                                                                         | TASUKE                     | 19 de maio de 2010      | Não lançado             | Não lançado             | Não lançado             |
| Ai...Sengoku Spirits Gaiden: Kenshin-Hen                                                                                           | TASUKE                     | 2 de junho de 2010      | Não lançado             | Não lançado             | Não lançado             |
| Ai...Sengoku Spirits Gaiden: Nobunaga-Hen                                                                                          | TASUKE                     | 19 de maio de 2010      | Não lançado             | Não lançado             | Não lançado             |
| AiRace | QubicGames                 | Não lançado             | 12 de abril de 2010     | 14 de maio de 2010      | 14 de maio de 2010      |
| AiRace: Tunnel | QubicGames                 | Não lançado             | 25 de janeiro de 2010   | 2 de abril de 2010      | 2 de abril de 2010      |
| Airport Mania: First Flight | Lemon Team                 | Não lançado             | Não lançado             | Não lançado             | 16 de junho de 2011     |
| Airport Mania: Non-Stop Flights | Lemon Team                 | Não lançado             | Não lançado             | Não lançado             | 14 de julho de 2011     |
| Aishite Iruka: Aisarete Iruka | Starfish                   | 21 de julho de 2010     | Não lançado             | Não lançado             | Não lançado             |
| Aitakute Monkey | Starfish                   | 20 de abril de 2011     | Não lançado             | Não lançado             | Não lançado             |
| Akumu no Youkai Mura | Sonic Powered              | 27 de julho de 2011     | Não lançado             | Não lançado             | Não lançado             |
| Alien Puzzle Adventure | Mastertronic               | Não lançado             | Não lançado             | Não lançado             | 14 de janeiro de 2011   |
| All-Star Air Hockey | Skyworks Interactive       | Não lançado             | 31 de janeiro de 2011   | Não lançado             | Não lançado             |
| AlphaBounce | Mad Monkey Studio          | Não lançado             | 12 de abril de 2010     | 9 de abril de 2010      | 9 de abril de 2010      |
| Alt-Play: Jason Rohrer Anthology                                                                                                   | Sabarasa                   | Não lançado             | 3 de janeiro de 2011    | 31 de dezembro de 2010  | Não lançado             |
| Amakuchi! Dairoujou | Kawamoto Sangou            | 14 de outubro de 2009   | Não lançado             | Não lançado             | Não lançado             |
| American Popstar: Road to Celebrity Idol * NightsJP Pop Superstar: Road to CelebrityEU                                             | Gameloft                   | 24 de fevereiro de 2010 | 25 de maio de 2009      | 22 de maio de 2009      | 22 de maio de 2009      |
| Amida's Path | Collavier                  | Não lançado             | 14 de agosto de 2014    | Não lançado             | Não lançado             |
| Amoebattle | Intrinsic Games            | Não lançado             | 3 de maio de 2012       | Não lançado             | Não lançado             |
| Anata no Kyuu o Check Kanken Mini Test                                                                                             | IE Institute               | 22 de dezembro de 2010  | Não lançado             | Não lançado             | Não lançado             |
| Ancient Tribe | CIRCLE Entertainment       | Não lançado             | 28 de junho de 2010     | 28 de janeiro de 2011   | Não lançado             |
| Animal Color Cross | Little Worlds Studio       | Não lançado             | 28 de junho de 2010     | 28 de maio de 2010      | Não lançado             |
| Animal Puzzle Adventure | Arc System Works           | 24 de junho de 2009     | 4 de janeiro de 2010    | 4 de janeiro de 2010    | 6 de agosto de 2010     |
| Anonymous Notes: Chapter 1 - From the AbyssNA Anonymous Notes: Daiishou - From the AbyssJP                                         | Sonic Powered              | 10 de fevereiro de 2010 | 4 de abril de 2011      | 8 de setembro de 2011   | Não lançado             |
| Anonymous Notes: Chapter 2 - From the AbyssNA Anonymous Notes: Dainishou - From the AbyssJP                                        | Sonic Powered              | 31 de março de 2010     | 2 de maio de 2011       | 22 de setembro de 2011  | Não lançado             |
| Anonymous Notes: Chapter 3 - From the AbyssNA Anonymous Notes Dai-San-Shou: From the AbyssJP                                       | Sonic Powered              | 20 de junho de 2012     | 20 de dezembro de 2012  | Não lançado             | Não lançado             |
| Anonymous Notes: Chapter 4 - From the AbyssNA Anonymous Notes Dai-Yon-Shou: From the AbyssJP                                       | Sonic Powered              | 11 de dezembro de 2013  | 26 de junho de 2014     | Não lançado             | Não lançado             |
| Ante Up: Texas Hold'em | MonkeyPaw Games            | Não lançado             | 24 de janeiro de 2011   | Não lançado             | Não lançado             |
| Antipole | Saturnine Games            | Não lançado             | 21 de julho de 2011     | 29 de dezembro de 2011  | 29 de dezembro de 2011  |
| Anyohaseyo! Kankokugo World Puzzle                                                                                                 | IE Institute               | 14 de julho de 2010     | Não lançado             | Não lançado             | Não lançado             |
| Arcade Bowling | Skyworks Interactive       | Não lançado             | 16 de novembro de 2009  | Não lançado             | Não lançado             |
| Arcade Hoops Basketball | Skyworks Interactive       | Não lançado             | 28 de dezembro de 2009  | Não lançado             | Não lançado             |
| Arctic Escape | Teyon                      | 14 de novembro de 2012  | 21 de fevereiro de 2011 | 18 de março de 2011     | Não lançado             |
| Armada | Zoo Games                  | Não lançado             | 18 de outubro de 2010   | Não lançado             | Não lançado             |
| Armageddon Operation Dragon | EnjoyUp Games              | Não lançado             | 2 de maio de 2013       | 20 de junho de 2013     | Não lançado             |
| Army Defender | Mindscape                  | Não lançado             | 7 de dezembro de 2009   | 20 de novembro de 2009  | Não lançado             |
| Arrow of Laputa | ArtePiazza                 | 24 de novembro de 2011  | Não lançado             | Não lançado             | Não lançado             |
| Art of Ink | Sabarasa                   | Não lançado             | 11 de abril de 2011     | 14 de junho de 2012     | Não lançado             |
| Art Style: AquiteEU, AUS AquiaNA                                                                                                   | Nintendo                   | 24 de dezembro de 2008  | 5 de abril de 2009      | 3 de abril de 2009      | 2 de abril de 2009      |
| Art Style: BoxlifeEU, AUS, NA HacolifeJP                                                                                           | Nintendo                   | 25 de fevereiro de 2009 | 22 de junho de 2009     | 10 de julho de 2009     | 10 de julho de 2009     |
| Art Style: CodeEU, AUS Base 10NA                                                                                                   | Nintendo                   | 24 de dezembro de 2008  | 6 de julho de 2009      | 3 de abril de 2009      | 2 de abril de 2009      |
| Art Style: DigidriveNA Art Style: IntersectEU, AUS                                                                                 | Nintendo                   | 4 de novembro de 2009   | 16 de novembro de 2009  | 2 de outubro de 2009    | 2 de outubro de 2009    |
| Art Style: KubosEU, AUS PrecipiceNA                                                                                                | Nintendo                   | 25 de fevereiro de 2009 | 3 de agosto de 2009     | 5 de junho de 2009      | 5 de junho de 2009      |
| Art Style: NemremEU, AUS ZengageNA                                                                                                 | Nintendo                   | 28 de janeiro de 2009   | 20 de julho de 2009     | 29 de maio de 2009      | 29 de maio de 2009      |
| Art Style: PiCOPiCTEU, AUS, JP PictobitsNA                                                                                         | Nintendo                   | 28 de janeiro de 2009   | 18 de maio de 2009      | 22 de maio de 2009      | 22 de maio de 2009      |
| Artillery: Knights vs. Orcs | KRITZELKRATZ 3000 GmbH     | Não lançado             | Não lançado             | 11 de julho de 2008     | Não lançado             |
| Asphalt 4: Elite Racing | Gameloft                   | 5 de agosto de 2009     | 6 de julho de 2009      | 12 de junho de 2009     | 12 de junho de 2009     |
| Astro | Enjoy Gaming               | Não lançado             | 26 de setembro de 2013  | Não lançado             | Não lançado             |
| at Enta! Taisen Hanafuda: Koi Koi Kassen                                                                                           | TASUKE                     | 26 de maio de 2010      | Não lançado             | Não lançado             | Não lançado             |
| at Enta! Taisen Igo | TASUKE                     | 21 de abril de 2010     | Não lançado             | Não lançado             | Não lançado             |
| at Enta! Taisen Mahjong 2 | TASUKE                     | 24 de março de 2010     | Não lançado             | Não lançado             | Não lançado             |
| at Enta! Taisen Shogi 2 | TASUKE                     | 24 de março de 2010     | Não lançado             | Não lançado             | Não lançado             |
| at Kanji Jukugo Game: Kanjukuken Kanshuu                                                                                           | TASUKE                     | 24 de fevereiro de 2010 | Não lançado             | Não lançado             | Não lançado             |
| at Shogi: Challenge Spirits | TASUKE                     | 7 de outubro de 2009    | Não lançado             | Não lançado             | Não lançado             |
| at Sports! Koushien 2010 | TASUKE                     | 9 de junho de 2010      | Não lançado             | Não lançado             | Não lançado             |
| at Sports! Pro Yakyuu 2011 | TASUKE                     | 29 de junho de 2011     | Não lançado             | Não lançado             | Não lançado             |
| Atama o Yokusuru Anzan DS: Zou no Hana Fuusen                                                                                      | Shingakusha                | 20 de janeiro de 2010   | Não lançado             | Não lançado             | Não lançado             |
| Aura-Aura Climber | Nintendo                   | 10 de novembro de 2010  | 22 de fevereiro de 2010 | 1 de outubro de 2010    | 1 de outubro de 2010    |
| Ball Fighter | Teyon                      | Não lançado             | 7 de dezembro de 2009   | 2 de julho de 2010      | Não lançado             |
| Battle of Giants: Dinosaurs Fight for SurvivalNA Combat of Giants: Dinosaurs Fight for SurvivalEU                                  | Ubisoft                    | Não lançado             | 15 de março de 2010     | 16 de abril de 2010     | 16 de abril de 2010     |
| Battle of Giants: Dragons Bronze EditionNA Combat of Giants: Dragons - Bronze EditionEU                                            | Ubisoft                    | Não lançado             | 2 de novembro de 2009   | 23 de outubro de 2009   | 23 de outubro de 2009   |
| Battle of Giants: Mutant Insects RevengeNA Combat of Giants: Mutant Insects - RevengeEU, AUS                                       | Ubisoft                    | Não lançado             | 28 de outubro de 2010   | 18 de outubro de 2010   | 18 de junho de 2010     |
| Battle of the Elements | EnjoyUp Games              | Não lançado             | 24 de novembro de 2011  | 15 de março de 2012     | Não lançado             |
| Battle Reel Series 01: Reelgun | Rokumendo                  | 10 de novembro de 2010  | Não lançado             | Não lançado             | Não lançado             |
| Battle Reel Series 02: Ao Zakura Okita-Hen                                                                                         | Rokumendo                  | 10 de novembro de 2010  | Não lançado             | Não lançado             | Não lançado             |
| Beach Party Craze | Alawar Entertainment       | Não lançado             | 16 de junho de 2011     | Não lançado             | Não lançado             |
| Beauty Academy | Tivola                     | Não lançado             | 10 de março de 2011     | Não lançado             | Não lançado             |
| Bejeweled Twist | PopCap                     | 22 de dezembro de 2010  | 18 de janeiro de 2010   | 25 de fevereiro de 2011 | 25 de fevereiro de 2011 |
| Big Bass Arcade | Big John Games             | Não lançado             | 16 de maio de 2011      | Não lançado             | Não lançado             |
| Bird and Beans PyoroEU | Nintendo                   | 24 de dezembro de 2008  | 5 de abril de 2009      | 3 de abril de 2009      | 2 de abril de 2009      |
| BlayzBloo: Super Melee Brawlers Battle Royale                                                                                      | Aksys Games                | 27 de janeiro de 2010   | 2 de agosto de 2010     | Não lançado             | Não lançado             |
| Blockado-Puzzle Island | Bitfield GmbH              | Não lançado             | 18 de agosto de 2011    | Não lançado             | Não lançado             |
| Bloons | Hands-On Mobile            | Não lançado             | 3 de maio de 2010       | 28 de maio de 2010      | Não lançado             |
| Bloons TD | Digital Goldfish Ltd.      | Não lançado             | 10 de novembro de 2011  | 8 de dezembro de 2011   | Não lançado             |
| Bloons TD 4 | Digital Goldfish Ltd.      | Não lançado             | 29 de novembro de 2011  | 21 de março de 2013     | Não lançado             |
| Boardwalk Ball Toss | Skyworks Interactive       | Não lançado             | 30 de junho de 2011     | Não lançado             | Não lançado             |
| Bomberman Blitz | Hudson Soft                | 7 de outubro de 2009    | 9 de novembro de 2009   | 6 de novembro de 2009   | 6 de novembro de 2009   |
| Bookstore Dream | CIRCLE Ent.                | Não lançado             | Não lançado             | Não lançado             | 13 de setembro de 2012  |
| Boom Boom Squaries | Gamelion Studios           | Não lançado             | 28 de janeiro de 2011   | 7 de fevereiro de 2011  | Não lançado             |
| Bounce & Break | Enjoy Gaming Ltd.          | Não lançado             | 3 de maio de 2010       | 7 de maio de 2010       | Não lançado             |
| Box Pusher | Cosmigo                    | Não lançado             | 23 de fevereiro de 2012 | 23 de fevereiro de 2012 | Não lançado             |
| Brain Age Express: Arts & LettersNA A Little Bit of... Dr. Kawashima's Brain Training: Arts EditionUK, AUS                         | Nintendo                   | 24 de dezembro de 2008  | 10 de agosto de 2009    | 23 de outubro de 2009   | 23 de outubro de 2009   |
| Brain Age Express: MathNA A Little Bit of... Dr. Kawashima's Brain Training: Maths EditionUK, AUS                                  | Nintendo                   | 24 de dezembro de 2008  | 5 de abril de 2009      | 19 de junho de 2009     | 19 de junho de 2009     |
| Brain Age Express: SudokuNA A Little Bit of... Dr. Kawashima's Brain Training: SudokuEU, AUS                                       | Nintendo                   | 22 de abril de 2009     | 17 de agosto de 2009    | 24 de julho de 2009     | 24 de julho de 2009     |
| Brain Drain | Enjoy Gaming Ltd.          | Não lançado             | 28 de junho de 2010     | 14 de maio de 2010      | Não lançado             |
| Break Tactics | Agetec                     | 4 de agosto de 2010     | 22 de setembro de 2011  | 6 de junho de 2013      | Não lançado             |
| Bridge | Cosmigo                    | Não lançado             | 15 de setembro de 2011  | 25 de agosto de 2011    | Não lançado             |
| Bugs'N'Balls | EnjoyUp Games              | Não lançado             | 29 de setembro de 2011  | 17 de novembro de 2011  | Não lançado             |
| Bunbun Squares | Teyon                      | 9 de janeiro de 2013    | Não lançado             | Não lançado             | Não lançado             |
| Cake Ninja | Cypronia                   | Não lançado             | 29 de dezembro de 2011  | 15 de dezembro de 2011  | Não lançado             |
| Cake Ninja 2 | Cypronia                   | Não lançado             | 1 de novembro de 2012   | 8 de novembro de 2012   | Não lançado             |
| Cake Ninja: XMAS | Cypronia                   | Não lançado             | 20 de dezembro de 2012  | 8 de novembro de 2012   | Não lançado             |
| California Super Sports | Cypronia                   | Não lançado             | 16 de maio de 2013      | 4 de julho de 2013      | Não lançado             |
| Candle Route peakvox: Route Candle!JP                                                                                              | Teyon                      | 14 de dezembro de 2011  | 12 de julho de 2012     | 26 de julho de 2012     | Não lançado             |
| Car Jack Streets | Tag Games                  | Não lançado             | 15 de março de 2010     | 19 de março de 2010     | Não lançado             |
| Card Hero: Speed Battle Custom | Nintendo                   | 29 de julho de 2009     | Não lançado             | Não lançado             | Não lançado             |
| Castle Conqueror ARC Style: Totsugeki! Castle AttackerJP                                                                           | Arc System Works           | 17 de novembro de 2010  | 13 de setembro de 2010  | 18 de março de 2011     | 18 de março de 2011     |
| Castle Conqueror Against | CIRCLE Ent.                | Não lançado             | 8 de dezembro de 2011   | 2 de dezembro de 2011   | Não lançado             |
| Castle Conqueror Heroes | CIRCLE Ent.                | Não lançado             | Não lançado             | Não lançado             | 22 de dezembro de 2011  |
| Castle Conqueror Heroes 2 | CIRCLE Ent.                | Não lançado             | Não lançado             | Não lançado             | 20 de junho de 2013     |
| Castle Conqueror Revolution | CIRCLE Ent.                | Não lançado             | Não lançado             | Não lançado             | 1 de dezembro de 2011   |
| Castle of Magic | Gameloft                   | 16 de dezembro de 2009  | 23 de novembro de 2009  | 18 de dezembro de 2009  | 18 de dezembro de 2009  |
| Cat Frenzy | Teyon                      | Não lançado             | 3 de maio de 2012       | 7 de junho de 2012      | Não lançado             |
| Cave Story | Nicalis                    | 22 de novembro de 2011  | 29 de novembro de 2010  | Não lançado             | Não lançado             |
| Chess Challenge! | Digital Leisure            | Não lançado             | 10 de maio de 2010      | 6 de agosto de 2010     | 6 de agosto de 2010     |
| Chiri Quiz Shougakusei | IE Institute               | 10 de agosto de 2011    | Não lançado             | Não lançado             | Não lançado             |
| Christmas Wonderland | Virtual Playground         | Não lançado             | 22 de dezembro de 2011  | 8 de dezembro de 2011   | Não lançado             |
| Christmas Wonderland 2 | Virtual Playground         | Não lançado             | 6 de dezembro de 2012   | 6 de dezembro de 2011   | Não lançado             |
| Chronicles of Vampires: Origins | Teyon                      | Não lançado             | 22 de dezembro de 2011  | Não lançado             | Não lançado             |
| Chronicles of Vampires: The Awakening                                                                                              | Teyon                      | Não lançado             | 17 de maio de 2012      | Não lançado             | Não lançado             |
| Chuck E. Cheese's Alien Defense Force                                                                                              | UFO Interactive Games      | Não lançado             | 13 de dezembro de 2012  | Não lançado             | Não lançado             |
| Chuck E. Cheese's Arcade Room | UFO Interactive Games      | Não lançado             | 26 de abril de 2012     | Não lançado             | Não lançado             |
| Chuugaku Eijukugo Kihon 150-Go Master                                                                                              | IE Institute               | 30 de setembro de 2009  | Não lançado             | Não lançado             | Não lançado             |
| Chuugaku Eitango Kihon 400-Go Master                                                                                               | IE Institute               | 26 de agosto de 2009    | Não lançado             | Não lançado             | Não lançado             |
| Chuugaku Kihon Eitango World Puzzle                                                                                                | IE Institute               | 24 de junho de 2009     | Não lançado             | Não lançado             | Não lançado             |
| Chuukara! Dairoujou | Kawamoto Sangou            | 7 de setembro de 2011   | Não lançado             | Não lançado             | Não lançado             |
| Clash of Elementalists Battle of ElementalJP                                                                                       | Teyon                      | 27 de abril de 2011     | 11 de abril de 2013     | 11 de abril de 2013     | 11 de abril de 2013     |
| Clubhouse Games Express: Card Classics                                                                                             | Nintendo                   | 28 de janeiro de 2009   | 27 de abril de 2009     | 30 de outubro de 2009   | 30 de outubro de 2009   |
| Clubhouse Games Express: Family Favorites                                                                                          | Nintendo                   | 24 de dezembro de 2008  | 7 de setembro de 2009   | 6 de novembro de 2009   | 6 de novembro de 2009   |
| Clubhouse Games Express: Strategy Pack                                                                                             | Nintendo                   | 25 de fevereiro de 2009 | 21 de setembro de 2009  | 20 de novembro de 2009  | 20 de novembro de 2009  |
| Color Commando | CIRCLE Ent.                | Não lançado             | 25 de abril de 2013     | 9 de maio de 2013       | Não lançado             |
| Come On! Dragons | CIRCLE Ent.                | Não lançado             | Não lançado             | Não lançado             | 1 de novembro de 2012   |
| Come On! Heroes | CIRCLE Ent.                | Não lançado             | Não lançado             | Não lançado             | 19 de janeiro de 2012   |
| Cosmo Fighters | Abylight                   | Não lançado             | 20 de dezembro de 2010  | 7 de janeiro de 2011    | Não lançado             |
| Cosmos X2 | Saturnine Games            | Não lançado             | 30 de agosto de 2010    | 15 de setembro de 2011  | Não lançado             |
| Crash-Course Domo | Nintendo                   | Não lançado             | 19 de outubro de 2009   | Não lançado             | Não lançado             |
| Crazy Cheebo: Puzzle Party | Cypronia                   | Não lançado             | 6 de junho de 2011      | 9 de fevereiro de 2012  | Não lançado             |
| Crazy Chicken: Director's Cut | Teyon                      | Não lançado             | 7 de novembro de 2013   | 24 de outubro de 2013   | Não lançado             |
| Crazy Chicken: Pirates | Teyon                      | Não lançado             | 16 de agosto de 2012    | 27 de setembro de 2012  | Não lançado             |
| Crazy Golf | dtp entertainment          | Não lançado             | 3 de maio de 2010       | Não lançado             | 9 de julho de 2010      |
| Crazy Hamster | Gamelion                   | Não lançado             | 11 de agosto de 2011    | Não lançado             | Não lançado             |
| Crazy Hunter | EnjoyUp Games              | Não lançado             | 6 de setembro de 2012   | 6 de setembro de 2012   | Não lançado             |
| Crazy Pinball | dtp entertainment          | Não lançado             | Não lançado             | Não lançado             | 23 de julho de 2010     |
| Crazy Sudoku | dtp entertainment          | Não lançado             | Não lançado             | Não lançado             | 4 de junho de 2010      |
| Crazy Train | Floor 84 Studio            | Não lançado             | 28 de janeiro de 2016   | Não lançado             | Não lançado             |
| Crystal Adventure | CIRCLE Entertainment       | Não lançado             | 6 de dezembro de 2012   | 3 de janeiro de 2013    | Não lançado             |
| Crystal Caverns of Amon-Ra | Selectsoft                 | Não lançado             | 29 de setembro de 2011  | 12 de abril de 2012     | Não lançado             |
| Crystal Monsters | Gameloft                   | Não lançado             | Não lançado             | 26 de julho de 2010     | 30 de julho de 2010     |
| Curling Super Championship | Cypronia                   | Não lançado             | 7 de junho de 2012      | 10 de maio de 2012      | Não lançado             |
| Cut the Rope | Chillingo                  | Não lançado             | 22 de setembro de 2011  | 22 de setembro de 2011  | 22 de setembro de 2011  |
| Cute Witch! Runner | EnjoyUp Games              | Não lançado             | 25 de julho de 2013     | 17 de outubro de 2013   | Não lançado             |
| Dairojo! Samurai Defenders Karakuchi! DairoujouJP                                                                                  | Abylight                   | 3 de março de 2010      | 6 de dezembro de 2010   | Não lançado             | Não lançado             |
| Dancing Academy | Tivola Publishing GmbH     | Não lançado             | Não lançado             | 25 de março de 2011     | Não lançado             |
| Dark Void Zero | Capcom                     | Não lançado             | 18 de janeiro de 2010   | 5 de março de 2010      | 5 de março de 2010      |
| Datamine | EnjoyUp Games              | Não lançado             | 8 de outubro de 2010    | 8 de outubro de 2010    | Não lançado             |
| Date or Ditch | Gameloft                   | Não lançado             | Não lançado             | Não lançado             | 25 de junho de 2010     |
| Decathlon 2012 | Cinemax                    | Não lançado             | 26 de julho de 2012     | 26 de julho de 2012     | Não lançado             |
| Defense of the Middle Kingdom ARC Style: San Goku Shi Tower Defense: Doushou TeppekiJP                                             | Aksys Games                | 28 de julho de 2010     | 5 de setembro de 2011   | Não lançado             | Não lançado             |
| Delbo | Neko Entertainment         | 31 de março de 2010     | 23 de junho de 2011     | 23 de junho de 2011     | 23 de junho de 2011     |
| Dentaku + TCG-You Tool: Duel Dentaku Custom                                                                                        | Tasuke                     | 30 de setembro de 2009  | Não lançado             | Não lançado             | Não lançado             |
| Devil Band - Rock the Underground                                                                                                  | CIRCLE Ent.                | Não lançado             | Não lançado             | Não lançado             | 7 de junho de 2012      |
| Did It Myself ABC123 | Powerhead Games            | Não lançado             | 9 de agosto de 2009     | Não lançado             | Não lançado             |
| Digger Dan & Kaboom | Virtual Playground         | Não lançado             | 24 de janeiro de 2011   | Não lançado             | Não lançado             |
| Disney Fireworks | Disney Interactive         | Não lançado             | 29 de março de 2010     | Não lançado             | Não lançado             |
| Divergent Shift | Konami                     | Não lançado             | 16 de agosto de 2010    | Não lançado             | 17 de dezembro de 2010  |
| DodoGo! | Neko Entertainment         | Não lançado             | 26 de abril de 2010     | 4 de março de 2010      | 30 de abril de 2010     |
| DodoGo! Challenge | Neko Entertainment         | Não lançado             | Não lançado             | Não lançado             | 26 de novembro de 2010  |
| DodoGo! Robo | Neko Entertainment         | Não lançado             | Não lançado             | Não lançado             | 25 de março de 2011     |
| Don't Cross the Line Kyoudaisei Higashida Taishi ga Kangaeta Puzzle: Hirameki EmusubiJP                                            | Aksys Games                | 4 de novembro de 2009   | 7 de junho de 2010      | Não lançado             | Não lançado             |
| Don't Feed the Animals | Electron Jump Games        | Não lançado             | 26 de abril de 2010     | Primavera de 2010       | Não lançado             |
| Doodle Fit | Gamelion Studios           | Não lançado             | 22 de dezembro de 2011  | 12 de janeiro de 2012   | Não lançado             |
| DotMan | Agetec                     | Não lançado             | 8 de setembro de 2011   | 29 de novembro de 2012  | Não lançado             |
| Double Bloob | Bloober Team               | Não lançado             | 1 de dezembro de 2011   | 26 de janeiro de 2012   | Não lançado             |
| Downtown Texas Hold'em | Electronic Arts            | Não lançado             | 1 de fevereiro de 2010  | 19 de fevereiro de 2010 | 19 de fevereiro de 2010 |
| Dr. Mario ExpressNA A Little Bit of... Dr. MarioEU, AUS                                                                            | Nintendo                   | 24 de dezembro de 2008  | 20 de abril de 2009     | 1 de maio de 2009       | 1 de maio de 2009       |
| Dracula: Undead Awakening | Chillingo Ltd.             | Não lançado             | 8 de março de 2010      | Não lançado             | 26 de fevereiro de 2010 |
| Dragon Quest Wars | Square Enix                | 24 de junho de 2009     | 28 de setembro de 2009  | 9 de outubro de 2009    | 9 de outubro de 2009    |
| Dragon's Lair II: Time Warp | Digital Leisure            | Não lançado             | 20 de dezembro de 2010  | 7 de julho de 2011      | 7 de julho de 2011      |
| Dreamwalker | Code Mystics Inc.          | Não lançado             | 6 de junho de 2011      | Não lançado             | Não lançado             |
| Drift Street Express | Tantalus                   | Não lançado             | 22 de março de 2010     | Não lançado             | 13 de agosto de 2010    |
| Earth Saver: Inseki Bakuha Daisakusen                                                                                              | Tom Create                 | 28 de outubro de 2009   | Não lançado             | Não lançado             | Não lançado             |
| Earthworm Jim | Gameloft                   | 23 de junho de 2010     | 10 de maio de 2010      | Não lançado             | 23 de abril de 2010     |
| Easter Eggztravaganza | Virtual Playground         | Não lançado             | 28 de fevereiro de 2013 | 28 de fevereiro de 2013 | Não lançado             |
| EJ Puzzles: Hooked | Electron Jump Games        | Não lançado             | 10 de janeiro de 2011   | Não lançado             | Não lançado             |
| Elemental Masters | lbxgames                   | Não lançado             | 8 de março de 2010      | Não lançado             | Não lançado             |
| Escape the Virus: Shoot 'em Up! peakvox: Escape Virus - Shooter PackJP                                                             | Teyon                      | 31 de agosto de 2011    | 30 de agosto de 2011    | 16 de agosto de 2011    | Não lançado             |
| Escape the Virus: Swarm Survival peakvox: Escape Virus - Normal PackJP                                                             | Teyon                      | 4 de agosto de 2011     | 28 de junho de 2012     | 5 de julho de 2012      | Não lançado             |
| Escape Trick: Convenience Store The Misshitsukara no Dasshutsu: Nankoku no ConveniJP                                               | Intense                    | 27 de outubro de 2010   | 17 de novembro de 2011  | 19 de abril de 2012     | Não lançado             |
| Escape Trick: Ninja Castle The Misshitsukara no Dasshutsu: Karakuri YashikiJP                                                      | Intense                    | 21 de julho de 2010     | 22 de setembro de 2011  | 15 de dezembro de 2012  | Não lançado             |
| Escape Trick: The Secret of Rock City Prison The Misshitsukara no Dasshutsu: Prison BreakJP                                        | Intense                    | 24 de março de 2010     | 11 de abril de 2011     | 24 de novembro de 2012  | Não lançado             |
| Escapee GO! | Gevo Entertainment         | Não lançado             | 25 de janeiro de 2010   | Não lançado             | Não lançado             |
| Everyday Soccer Arc Style: Everyday FootballJP                                                                                     | Arc System Works           | 16 de junho de 2010     | 20 de setembro de 2010  | Não lançado             | 17 de dezembro de 2010  |
| Extreme Hangman | Gamelion                   | Não lançado             | 8 de fevereiro de 2010  | 2 de julho de 2010      | 2 de julho de 2010      |
| Extreme Hangman 2 | Gamelion                   | Não lançado             | 14 de julho de 2011     | Não lançado             | 6 de outubro de 2011    |
| Face Pilot | Nintendo                   | 28 de julho de 2010     | 26 de julho de 2010     | 18 de junho de 2010     | 18 de junho de 2010     |
| Fantasy Slots: Adventure Slots and Games                                                                                           | Big John Games             | Não lançado             | 27 de dezembro de 2010  | Não lançado             | Não lançado             |
| Farm Frenzy | Alawar Entertainment       | Não lançado             | 7 de julho de 2011      | Não lançado             | Não lançado             |
| Ferrari GT Evolution | Gameloft                   | 9 de junho de 2010      | 26 de abril de 2010     | 21 de maio de 2010      | 21 de maio de 2010      |
| Ferryman Puzzle | Engine Software            | Não lançado             | Não lançado             | 28 de janeiro de 2011   | Não lançado             |
| Fieldrunners | Subatomic Studios          | Não lançado             | 8 de fevereiro de 2010  | Não lançado             | 11 de junho de 2010     |
| Fire Panic | Playtainment               | Não lançado             | 7 de junho de 2010      | 14 de maio de 2010      | 14 de maio de 2010      |
| FlametailNA Trailblaze: Puzzle IncineratorAUS, EU Moyasu Puzzle FlametailJP                                                        | Nintendo                   | 26 de janeiro de 2010   | 7 de junho de 2010      | 10 de setembro de 2010  | 10 de setembro de 2010  |
| Flight Control | Firemint                   | Não lançado             | 22 de fevereiro de 2010 | 19 de fevereiro de 2010 | 19 de fevereiro de 2010 |
| Flip the Core | Engine Software            | Não lançado             | 28 de junho de 2012     | 19 de julho de 2012     | Não lançado             |
| Flipper | Xform                      | Não lançado             | 22 de fevereiro de 2010 | Não lançado             | Não lançado             |
| Flipper 2: Flush the Goldfish | Xform                      | Não lançado             | 26 de janeiro de 2012   | Não lançado             | Não lançado             |
| Flips: More Bloody Horowitz | Electronic Arts            | Não lançado             | 17 de maio de 2010      | 21 de maio de 2010      | 21 de maio de 2010      |
| Flips: Silent but Deadly | Electronic Arts            | Não lançado             | Não lançado             | 7 de maio de 2010       | 7 de maio de 2010       |
| Flips: The Bubonic Builders | Electronic Arts            | Não lançado             | 8 de março de 2010      | Não lançado             | 5 de março de 2010      |
| Flips: The Enchanted Wood | Electronic Arts            | Não lançado             | Não lançado             | Não lançado             | 19 de março de 2010     |
| Flips: The Folk of the Faraway Tree                                                                                                | Electronic Arts            | Não lançado             | Não lançado             | 4 de junho de 2010      | 4 de junho de 2010      |
| Flips: Terror in Cubicle Four | Electronic Arts            | Não lançado             | 1 de março de 2010      | Não lançado             | 19 de fevereiro de 2010 |
| Flips: The Magic Faraway Tree | Electronic Arts            | Não lançado             | Não lançado             | 28 de maio de 2010      | 28 de maio de 2010      |
| Forgotten Legions | Cypronia                   | Não lançado             | 14 de março de 2013     | 18 de abril de 2013     | 18 de abril de 2013     |
| Foto Face: The Face Stealer Strikes                                                                                                | Electronic Arts            | Não lançado             | Não lançado             | Não lançado             | 4 de dezembro de 2009   |
| Frenzic | Two Tribes                 | Não lançado             | 26 de novembro de 2010  | 29 de novembro de 2010  | Não lançado             |
| Frogger Returns | Konami                     | Não lançado             | 17 de maio de 2010      | 17 de maio de 2010      | Não lançado             |
| Furry Legends | Gamelion Studios           | 31 de outubro de 2012   | 13 de outubro de 2011   | 3 de novembro de 2011   | Não lançado             |
| Fuuun! Dairoujou Kai | Kawamoto Sangou            | 21 de março de 2012     | Não lançado             | Não lançado             | Não lançado             |
| G.G Series AIR PINBALL HOCKEY | Genterprise                | Não lançado             | 25 de junho de 2015     | Não lançado             | Não lançado             |
| G.G Series ALL BREAKER | Genterprise                | Não lançado             | 11 de junho de 2015     | Não lançado             | Não lançado             |
| G.G Series ALTERED WEAPON | Genterprise                | Não lançado             | 4 de junho de 2015      | Não lançado             | Não lançado             |
| G.G Series ASSAULT BUSTER | Genterprise                | Não lançado             | 4 de junho de 2015      | Não lançado             | Não lançado             |
| G.G Series BLACK X BLOCK | Genterprise                | Não lançado             | 4 de junho de 2015      | Não lançado             | Não lançado             |
| G.G Series CHOU HERO OUGA 2 | Genterprise                | 25 de agosto de 2010    | Não lançado             | Não lançado             | Não lançado             |
| G.G Series CONVEYOR TOY PACKING | Genterprise                | Não lançado             | 11 de junho de 2015     | Não lançado             | Não lançado             |
| G.G Series COSMO RALLY | Genterprise                | Não lançado             | 4 de junho de 2015      | Não lançado             | Não lançado             |
| G.G Series D-TANK | Genterprise                | Não lançado             | 21 de março de 2011     | Não lançado             | Não lançado             |
| G.G Series DARK SPIRITS | Genterprise                | Não lançado             | 7 de fevereiro de 2011  | Não lançado             | Não lançado             |
| G.G Series DRIFT CIRCUIT | Genterprise                | Não lançado             | 21 de fevereiro de 2011 | Não lançado             | Não lançado             |
| G.G Series DRIFT CIRCUIT 2 | Genterprise                | Não lançado             | 13 de outubro de 2011   | Não lançado             | Não lançado             |
| G.G Series DRILLING ATTACK!! | Genterprise                | Não lançado             | 25 de junho de 2015     | Não lançado             | Não lançado             |
| G.G Series ENERGY CHAIN | Genterprise                | Não lançado             | 25 de junho de 2015     | Não lançado             | Não lançado             |
| G.G Series EXCITING RIVER | Genterprise                | Não lançado             | 4 de junho de 2015      | Não lançado             | Não lançado             |
| G.G Series GREAT WHIP ADVENTURE | Genterprise                | Não lançado             | 25 de junho de 2015     | Não lançado             | Não lançado             |
| G.G Series HERO PUZZLE | Genterprise                | Não lançado             | 4 de junho de 2015      | Não lançado             | Não lançado             |
| G.G Series HORIZONTAL BAR | Genterprise                | Não lançado             | 7 de março de 2011      | Não lançado             | Não lançado             |
| G.G Series NINJA KARAKURI-DEN | Genterprise                | Não lançado             | 23 de agosto de 2010    | Não lançado             | Não lançado             |
| G.G Series NINJA KARAKURI-DEN 2 | Genterprise                | Não lançado             | 8 de setembro de 2010   | Não lançado             | Não lançado             |
| G.G Series NYOKKI | Genterprise                | Não lançado             | 25 de junho de 2015     | Não lançado             | Não lançado             |
| G.G Series RUN AND STRIKE | Genterprise                | Não lançado             | 25 de junho de 2015     | Não lançado             | Não lançado             |
| G.G Series SCORE ATTACKER | Genterprise                | Não lançado             | 16 de julho de 2015     | Não lançado             | Não lançado             |
| G.G Series SHADOW ARMY | Genterprise                | Não lançado             | 11 de junho de 2015     | Não lançado             | Não lançado             |
| G.G Series SUPER HERO OGRE | Genterprise                | 11 de outubro de 2009   | 11 de outubro de 2010   | 5 de novembro de 2010   | Não lançado             |
| G.G Series THE HIDDEN NINJA KAGEMARU                                                                                               | Genterprise                | Não lançado             | 11 de junho de 2015     | Não lançado             | Não lançado             |
| G.G Series THE LAST KNIGHT | Genterprise                | Não lançado             | 25 de junho de 2015     | Não lançado             | Não lançado             |
| G.G Series THE SPIKY BLOWFISH!! | Genterprise                | Não lançado             | 4 de junho de 2015      | Não lançado             | Não lançado             |
| G.G Series THROW OUT | Genterprise                | Não lançado             | 25 de junho de 2015     | Não lançado             | Não lançado             |
| G.G Series VECTOR | Genterprise                | Não lançado             | 16 de julho de 2015     | Não lançado             | Não lançado             |
| G.G Series VERTEX | Genterprise                | Não lançado             | 25 de junho de 2015     | Não lançado             | Não lançado             |
| G.G Series WONDERLAND | Genterprise                | Não lançado             | 28 de maio de 2015      | Não lançado             | Não lançado             |
| G.G Series Z-ONE | Genterprise                | Não lançado             | 16 de setembro de 2009  | Não lançado             | Não lançado             |
| G.G Series Z-ONE 2 | Genterprise                | Não lançado             | 23 de junho de 2010     | Não lançado             | Não lançado             |
| Gaia's Moon | EnjoyUp Games              | 25 de julho de 2012     | 19 de janeiro de 2012   | 9 de fevereiro de 2012  | Não lançado             |
| Galaxy Saver | G-STYLE                    | 25 de maio de 2011      | 3 de janeiro de 2013    | Não lançado             | Não lançado             |
| Game & Watch Ball | Nintendo                   | 15 de julho de 2009     | 23 de abril de 2010     | 23 de abril de 2010     | 23 de abril de 2010     |
| Game & Watch Chef | Nintendo                   | 29 de julho de 2009     | 22 de março de 2010     | 26 de março de 2010     | Março de 2010           |
| Game & Watch Donkey Kong Jr. | Nintendo                   | 19 de agosto de 2009    | 19 de abril de 2010     | 23 de abril de 2010     | 23 de abril de 2010     |
| Game & Watch Flagman | Nintendo                   | 15 de julho de 2009     | 19 de abril de 2010     | 23 de abril de 2010     | 23 de abril de 2010     |
| Game & Watch Helmet | Nintendo                   | 29 de julho de 2009     | 5 de abril de 2010      | 9 de abril de 2010      | Abril de 2010           |
| Game & Watch Judge | Nintendo                   | 15 de julho de 2009     | 22 de março de 2010     | 26 de março de 2010     | Março de 2010           |
| Game & Watch Manhole | Nintendo                   | 19 de agosto de 2009    | 5 de abril de 2010      | 9 de abril de 2010      | Abril de 2010           |
| Game & Watch Mario's Cement Factory                                                                                                | Nintendo                   | 19 de agosto de 2009    | 22 de março de 2010     | 26 de março de 2010     | Março de 2010           |
| Game & Watch Vermin | Nintendo                   | 15 de julho de 2009     | 5 de abril de 2010      | 9 de abril de 2010      | Abril de 2010           |
| Gangstar 2: Kings of L.A. | Gameloft                   | Não lançado             | 12 de abril de 2010     | 26 de março de 2010     | 26 de março de 2010     |
| Gekitsui-Oh | Genki                      | 17 de março de 2010     | Não lançado             | Não lançado             | Não lançado             |
| Gene Labs | FrontLine Studios          | Não lançado             | 1 de novembro de 2010   | Não lançado             | Não lançado             |
| Ginsei Tsume Shogi | SilverStar                 | 16 de março de 2011     | Não lançado             | Não lançado             | Não lançado             |
| Globulos Party | GlobZ                      | 15 de setembro de 2010  | 1 de março de 2010      | 5 de março de 2010      | Não lançado             |
| Glory Days: Tactical Defense | odenis studio              | Não lançado             | 17 de janeiro de 2011   | Não lançado             | Não lançado             |
| Glow Artistian | Powerhead Games            | Não lançado             | 28 de dezembro de 2009  | Não lançado             | 22 de outubro de 2010   |
| Go Fetch! Inusuki: Go Fetch!JP | Agetec                     | 22 de dezembro de 2010  | 15 de novembro de 2010  | Não lançado             | Não lançado             |
| Go Fetch! 2 Inusuki 2: Go Fetch!JP                                                                                                 | Agetec                     | 13 de julho de 2011     | 4 de agosto de 2011     | Não lançado             | Não lançado             |
| GO Series: 10 Second Run | Gamebridge                 | Não lançado             | 20 de setembro de 2010  | Não lançado             | Não lançado             |
| Go Series: Captain Sub | Gamebridge                 | Não lançado             | 18 de abril de 2011     | Não lançado             | Não lançado             |
| GO Series: Defence Wars | Gamebridge                 | Não lançado             | 25 de outubro de 2010   | Não lançado             | Não lançado             |
| GO Series: Earth Saver | Gamebridge                 | Não lançado             | 7 de março de 2011      | Não lançado             | Não lançado             |
| GO Series: Fishing Resort | Gamebridge                 | Não lançado             | 1 de setembro de 2011   | Não lançado             | Não lançado             |
| GO Series: Picdun | Gamebridge                 | Não lançado             | 6 de junho de 2011      | Não lançado             | Não lançado             |
| GO Series: Pinball Attack! | Gamebridge                 | Não lançado             | 8 de novembro de 2010   | Não lançado             | Não lançado             |
| GO Series: Portable Shrine Wars | Gamebridge                 | Não lançado             | 28 de julho de 2011     | Não lançado             | Não lançado             |
| GO Series: Tower of Deus | Gamebridge                 | Não lançado             | 9 de maio de 2011       | Não lançado             | Não lançado             |
| GO Series: Undead Storm | Gamebridge                 | Não lançado             | 2 de fevereiro de 2012  | Não lançado             | Não lançado             |
| Go! Go! Island Rescue! | Connect2Media              | Não lançado             | Não lançado             | Não lançado             | 29 de outubro de 2010   |
| Go! Go! Kokopolo | Tanukii Studios Ltd        | 30 de maio de 2012      | 11 de agosto de 2011    | 4 de agosto de 2011     | Não lançado             |
| Gold Fever | TikGames                   | Não lançado             | Não lançado             | Não lançado             | 4 de fevereiro de 2011  |
| Goony | CIRCLE Ent.                | Não lançado             | Não lançado             | Não lançado             | 14 de março de 2013     |
| Goooooal America Goooooal Europa 2012EU                                                                                            | Cinemax                    | Não lançado             | 21 de junho de 2012     | 27 de dezembro de 2012  | Não lançado             |
| Guitar Rock Tour | Gameloft                   | Não lançado             | 17 de agosto de 2009    | 31 de julho de 2009     | 31 de julho de 2009     |
| Hachi-One Diver DS Story | SilverStar                 | 17 de março de 2010     | Não lançado             | Não lançado             | Não lançado             |
| Hachi-One Diver DS: Naruzou-kun Hasami Shogi                                                                                       | SilverStar                 | 24 de fevereiro de 2010 | Não lançado             | Não lançado             | Não lançado             |
| Hakokoro | AMZY                       | 6 de outubro de 2010    | Não lançado             | Não lançado             | Não lançado             |
| Halloween: Trick or Treat | Virtual Playground         | Não lançado             | 27 de outubro de 2011   | 27 de outubro de 2011   | Não lançado             |
| Handy Hockey | ITL                        | 7 de julho de 2010      | Não lançado             | Não lançado             | Não lançado             |
| Handy Mahjong | ITL                        | 4 de novembro de 2009   | Não lançado             | Não lançado             | Não lançado             |
| Happy Birthday Mart | Pixel Federation           | Não lançado             | 19 de julho de 2010     | Não lançado             | Não lançado             |
| Hard-Hat Domo | Nintendo                   | Não lançado             | 19 de outubro de 2009   | Não lançado             | Não lançado             |
| Hearts Spades Euchre | Cosmigo                    | Não lançado             | 30 de junho de 2011     | Não lançado             | Não lançado             |
| Hell's Kitchen Vs. | Ludia                      | Não lançado             | 4 de janeiro de 2010    | 11 de dezembro de 2009  | Não lançado             |
| Hello Flowerz | Virtual Toys               | Não lançado             | Não lançado             | Não lançado             | 25 de junho de 2010     |
| Hero of Sparta | Gameloft                   | 7 de julho de 2010      | Não lançado             | Não lançado             | 28 de maio de 2010      |
| Hidden Expedition Titanic | MSL                        | Não lançado             | Não lançado             | Não lançado             | 6 de fevereiro de 2014  |
| High Stakes Texas Hold'em | Hudson Soft                | Não lançado             | Não lançado             | Não lançado             | 1 de janeiro de 2010    |
| Himitsu no Oooku | Hudson Soft                | 19 de agosto de 2009    | Não lançado             | Não lançado             | Não lançado             |
| Hints Hunter | CIRCLE Entertainment       | Não lançado             | 2 de agosto de 2010     | 29 de março de 2012     | Não lançado             |
| Hooked on Bass Fishing | Gamebridge                 | Não lançado             | 5 de dezembro de 2013   | 5 de dezembro de 2012   | Não lançado             |
| Hospital Havoc | Hands-On Mobile            | Não lançado             | 19 de julho de 2010     | 20 de agosto de 2010    | Não lançado             |
| Hot and Cold: A 3D Hidden Object Adventure                                                                                         | Majesco                    | Não lançado             | 21 de dezembro de 2009  | Não lançado             | Não lançado             |
| I Must Run! | Gamelion Studios           | 29 de agosto de 2012    | 12 de abril de 2012     | 19 de abril de 2012     | Não lançado             |
| Ice Hockey Slovakia 2011 | Cypronia                   | Não lançado             | Não lançado             | 29 de abril de 2011     | Não lançado             |
| Ichimoudaijin! Neko King | Tom Create                 | 7 de outubro de 2009    | Não lançado             | Não lançado             | Não lançado             |
| Ide Yousuke’s Healthy Mahjong DSi                                                                                                  | Nintendo                   | 25 de fevereiro de 2009 | Não lançado             | Não lançado             | Não lançado             |
| Ike! Ike!! Hamster | Tom Create                 | 21 de abril de 2010     | Não lançado             | Não lançado             | Não lançado             |
| Ikibago | Neko Entertainment         | Não lançado             | Não lançado             | Não lançado             | 6 de maio de 2011       |
| Illustlogic | Hudson Soft                | 15 de abril de 2009     | Não lançado             | Não lançado             | Não lançado             |
| Illust Logic+ Nihon no Mukashi Banashi                                                                                             | Hudson Soft                | 30 de setembro de 2009  | Não lançado             | Não lançado             | Não lançado             |
| Invasion of the Alien Blobs! Shunkan Tsubu Tsubu TsubushiJP                                                                        | G-STYLE                    | 3 de março de 2010      | 29 de novembro de 2012  | Não lançado             | Não lançado             |
| iSpot Japan | EnjoyUp Games              | Não lançado             | 16 de fevereiro de 2012 | 30 de agosto de 2012    | Não lançado             |
| Ivy the Kiwi? Mini | Bandai Namco Games         | 21 de abril de 2010     | 11 de outubro de 2010   | 19 de novembro de 2010  | Não lançado             |
| Jaseiken Necromancer: Nightmare Reborn                                                                                             | Hudson Soft                | 16 de junho de 2010     | Não lançado             | Não lançado             | Não lançado             |
| Jazzy Billiards | Arc System Works           | 11 de janeiro de 2010   | 11 de janeiro de 2010   | 11 de janeiro de 2010   | 3 de setembro de 2010   |
| JellyCar 2 | Disney Interactive Studios | Não lançado             | 7 de março de 2011      | Não lançado             | Não lançado             |
| Jewel Keepers: Easter Island | Nordcurrent                | Não lançado             | 7 de julho de 2011      | 7 de julho de 2011      | Não lançado             |
| Joshikou Dash | Mechanic Arms              | 21 de março de 2012     | Não lançado             | Não lançado             | Não lançado             |
| Jukugo Quiz | IE Institute               | 14 de setembro de 2011  | Não lançado             | Não lançado             | Não lançado             |
| Jump Trials Shunkan Jump KenteiJP                                                                                                  | G-STYLE                    | 14 de julho de 2010     | 15 de novembro de 2012  | Não lançado             | Não lançado             |
| Jump Trials Extreme Motto! Shunkan Jump KenteiJP                                                                                   | G-STYLE                    | 21 de dezembro de 2011  | 27 de dezembro de 2012  | Não lançado             | Não lançado             |
| Just Sing! 80s Collection | DTP Entertainment          | Não lançado             | 14 de julho de 2011     | 23 de junho de 2011     | Não lançado             |
| Just Sing! Christmas Songs | Engine Software            | Não lançado             | 4 de dezembro de 2009   | 13 de dezembro de 2009  | Não lançado             |
| Just Sing! Christmas Songs Vol. 2                                                                                                  | DTP Entertainment          | Não lançado             | 10 de dezembro de 2010  | 20 de dezembro de 2010  | Não lançado             |
| Just Sing! Christmas Songs Vol. 3                                                                                                  | DTP Entertainment          | Não lançado             | 15 de dezembro de 2011  | 24 de novembro de 2011  | Não lançado             |
| Just Sing! National Anthems | DTP Entertainment          | Não lançado             | 28 de maio de 2010      | 28 de maio de 2010      | Não lançado             |
| Kakitori Rekishi Shougakusei | IE Institute               | 13 de julho de 2011     | Não lançado             | Não lançado             | Não lançado             |
| Kamenin Merchant! | Bandai Namco Games         | 2 de dezembro de 2009   | Não lançado             | Não lançado             | Não lançado             |
| Kart Krashers | Big John Games             | Não lançado             | 27 de setembro de 2012  | Não lançado             | Não lançado             |
| Katamuku + Action: Katamukushon | Hi Corp                    | 24 de dezembro de 2009  | Não lançado             | Não lançado             | Não lançado             |
| Katanuki | G-mode                     | 25 de novembro de 2009  | Não lançado             | Não lançado             | Não lançado             |
| Keisan 100 Renda | IE Institute               | 24 de outubro de 2009   | Não lançado             | Não lançado             | Não lançado             |
| Kemonomix | Rocket Studio              | 4 de agosto de 2010     | Não lançado             | Não lançado             | Não lançado             |
| Kenshou Tsuki Puzzle IroIro: Gekkan Crossword House Vol. 4                                                                         | Nintendo                   | 2 de setembro de 2009   | Não lançado             | Não lançado             | Não lançado             |
| Kenshou Tsuki Puzzle IroIro: Gekkan Crossword House Vol. 5                                                                         | Nintendo                   | 30 de setembro de 2009  | Não lançado             | Não lançado             | Não lançado             |
| Kenshou Tsuki Puzzle IroIro: Gekkan Crossword House Vol. 6                                                                         | Nintendo                   | 28 de outubro de 2009   | Não lançado             | Não lançado             | Não lançado             |
| Knockout Peoples: Chotto Zankoku na Hakurankai                                                                                     | Barnhouse Effect           | 18 de agosto de 2010    | Não lançado             | Não lançado             | Não lançado             |
| Korogashi Puzzle Katamari Damacy                                                                                                   | Bandai Namco Games         | 25 de março de 2009     | Não lançado             | Não lançado             | Não lançado             |
| Kouenji Joshi Soccer: Aru Seishun no Monogatari                                                                                    | Starfish SD                | 9 de maio de 2012       | Não lançado             | Não lançado             | Não lançado             |
| Koukou Eijukugo Kihon 200-Go Master                                                                                                | IE Institute               | 24 de outubro de 2009   | Não lançado             | Não lançado             | Não lançado             |
| Koukou Eijukugo Kihon 400-Go Master                                                                                                | IE Institute               | 24 de outubro de 2009   | Não lançado             | Não lançado             | Não lançado             |
| Koumin Quiz Shougakusei | IE Institute               | 3 de agosto de 2011     | Não lançado             | Não lançado             | Não lançado             |
| Kung Fu Dragon Action Game: Tobeyo!! Dragon!JP                                                                                     | Agetec                     | 8 de dezembro de 2010   | 21 de julho de 2011     | Não lançado             | Não lançado             |
| Kuniya Burete Sanga Ari: Hills and Rivers Remain                                                                                   | Square Enix                | 28 de outubro de 2009   | Não lançado             | Não lançado             | Não lançado             |
| Kuuki Yomi DS | G-Mode                     | 25 de março de 2009     | Não lançado             | Não lançado             | Não lançado             |
| Legendary Wars: T-Rex Rumble | Interplay                  | Não lançado             | Não lançado             | Não lançado             | 12 de novembro de 2010  |
| Legends of Exidia | Gameloft                   | 7 de abril de 2010      | 1 de fevereiro de 2010  | Não lançado             | 29 de janeiro de 2010   |
| Let's Golf | Gameloft                   | 10 de março de 2010     | 1 de março de 2010      | Não lançado             | 12 de fevereiro de 2010 |
| Letter Challenge | Enjoy Gaming               | Não lançado             | 12 de setembro de 2013  | Não lançado             | Não lançado             |
| Libera Wing | Pixel Federation           | Não lançado             | 22 de março de 2010     | Não lançado             | Não lançado             |
| Link 'n' Launch | Nintendo                   | Não lançado             | 8 de fevereiro de 2010  | Não lançado             | 6 de agosto de 2010     |
| Littlest Pet Shop | Electronic Arts            | Não lançado             | Não lançado             | Não lançado             | 18 de dezembro de 2010  |
| Lola's Alphabet Train | BeiZ Ltd.                  | Não lançado             | 26 de janeiro de 2012   | Não lançado             | Não lançado             |
| Lola's Fruit Shop Sudoku | BeiZ Ltd.                  | Não lançado             | 21 de junho de 2012     | Não lançado             | Não lançado             |
| Looksley's Line UpNA Tales in a Box: Hidden shapes in perspective!EU Rittai Kakushie: Attakoreda (Hidden 3D Image: There It Is!)JP | Nintendo                   | 3 de março de 2010      | 17 de maio de 2010      | 11 de junho de 2010     | 11 de junho de 2010     |
| Maestro! Green Groove | Neko Entertainment         | Não lançado             | Não lançado             | Não lançado             | 2 de julho de 2010      |
| Magical Drop Yurutto | G-mode                     | 29 de julho de 2009     | Não lançado             | Não lançado             | Não lançado             |
| Magical fantasista | G-mode                     | 24 de novembro de 2010  | Não lançado             | Não lançado             | Não lançado             |
| Magical Whip | Agetec                     | 10 de novembro de 2010  | 25 de agosto de 2011    | 15 de novembro de 2012  | Não lançado             |
| Magnetic Joe | Subdued Software           | Não lançado             | 28 de fevereiro de 2011 | Não lançado             | Não lançado             |
| Mahoujin to Image Keisan | IE Institute               | 1 de julho de 2009      | Não lançado             | Não lançado             | Não lançado             |
| Mapmap! By Touchi Kentei | Spike                      | 9 de dezembro de 2009   | Não lançado             | Não lançado             | Não lançado             |
| Mario vs. Donkey Kong: Minis March Again!                                                                                          | Nintendo                   | 7 de outubro de 2009    | 8 de junho de 2009      | 21 de agosto de 2009    | 21 de agosto de 2009    |
| Match Up! Professor Lexis's Match Up!EU                                                                                            | Digital Leisure            | Não lançado             | 8 de junho de 2009      | 21 de agosto de 2009    | Não lançado             |
| Me And My Dogs: Friends Forever | Gameloft                   | Não lançado             | Não lançado             | Não lançado             | 25 de dezembro de 2010  |
| Mega Words | Digital Leisure            | Não lançado             | 21 de junho de 2010     | 30 de julho de 2010     | Não lançado             |
| Metal Torrent Aa Mujyou SetsunaJP                                                                                                  | Nintendo                   | 2 de setembro de 2009   | 24 de maio de 2010      | 7 de maio de 2010       | 7 de maio de 2010       |
| Miami Nights: Life in the Spotlight                                                                                                | Gameloft                   | Não lançado             | Não lançado             | Não lançado             | 1 de janeiro de 2010    |
| Mighty Flip Champs! | WayForward Technologies    | Não lançado             | 1 de junho de 2009      | 27 de novembro de 2009  | 27 de novembro de 2009  |
| Mighty Milky Way | WayForward Technologies    | 30 de abril de 2014     | 9 de maio de 2011       | 27 de maio de 2011      | 27 de maio de 2011      |
| Mixed Messages | Activision                 | Não lançado             | 13 de abril de 2009     | 17 de abril de 2009     | 17 de abril de 2009     |
| Model Academy | Activision                 | Não lançado             | Não lançado             | 14 de dezembro de 2011  | Não lançado             |
| Moke Moke | G-STYLE                    | Não lançado             | 25 de julho de 2012     | Não lançado             | Não lançado             |
| Monster Buster Club | Nordcurrent                | Não lançado             | 28 de fevereiro de 2011 | 4 de março de 2011      | Não lançado             |
| Moto eXtreme | Chillingo                  | Não lançado             | Não lançado             | Não lançado             | 18 de agosto de 2011    |
| Motto Me de Unou o Kitaeru Sokudoku Jutsu Light                                                                                    | MileStone Inc.             | 14 de setembro de 2011  | Não lançado             | Não lançado             | Não lançado             |
| Move Your Brain: Rollway Puzzle | Assoria                    | Não lançado             | 1 de fevereiro de 2010  | 8 de janeiro de 2010    | Não lançado             |
| Mr. Brain | Square Enix                | 27 de maio de 2009      | Não lançado             | Não lançado             | Não lançado             |
| Mr. Driller: Drill Till You Drop                                                                                                   | Bandai Namco Games         | 25 de fevereiro de 2009 | 5 de abril de 2010      | 16 de abril de 2010     | 16 de abril de 2010     |
| Music on: Learning Piano | Abylight                   | Não lançado             | 30 de agosto de 2010    | 24 de setembro de 2010  | Não lançado             |
| Music on: Learning Piano Volume 2                                                                                                  | Abylight                   | Não lançado             | 18 de abril de 2011     | 6 de maio de 2011       | Não lançado             |
| Music on: Playing Piano | Abylight                   | Não lançado             | 15 de outubro de 2010   | 18 de outubro de 2010   | Não lançado             |
| My Aquarium: Seven Oceans | Simulation                 | Não lançado             | Não lançado             | Não lançado             | 18 de dezembro de 2014  |
| My Asian Farm | BiP media                  | Não lançado             | Não lançado             | Não lançado             | 11 de agosto de 2011    |
| My Australian Farm | BiP media                  | Não lançado             | Não lançado             | Não lançado             | 28 de julho de 2011     |
| My Exotic Farm | BiP media                  | Não lançado             | Não lançado             | Não lançado             | 24 de setembro de 2010  |
| My Farm | BiP media                  | Não lançado             | Não lançado             | Não lançado             | 3 de setembro de 2010   |
| My Little Restaurant | QubicGames                 | Não lançado             | Não lançado             | Não lançado             | 3 de junho de 2011      |
| Mysterious Stars: A Fairy Tale | Collavier                  | Não lançado             | 3 de julho de 2014      | Não lançado             | Não lançado             |
| Mysterious Stars: The Samurai | Collavier                  | Não lançado             | 26 de junho de 2014     | Não lançado             | Não lançado             |
| Mysterious Stars: The Singer | Collavier                  | Não lançado             | 19 de junho de 2014     | Não lançado             | Não lançado             |
| Nae-ireun Taxiwang Daeguyeohaeng (King of Taxi Driver)                                                                             | Cyberfront Korea           | 2011                    | Não lançado             | Não lançado             | Não lançado             |
| Nandoku 500 Kanji Word Puzzle | IE Institute               | 20 de janeiro de 2010   | Não lançado             | Não lançado             | Não lançado             |
| Nazo no Minigame | Mechanic Arms              | 30 de janeiro de 2013   | Não lançado             | Não lançado             | Não lançado             |
| Need for Speed: Nitro-X | Electronic Arts            | Não lançado             | Não lançado             | Não lançado             | 26 de novembro de 2010  |
| Neko Neko Bakery: Pan de Puzzle Nyo!                                                                                               | Mechanic Arms              | 19 de dezembro de 2012  | Não lançado             | Não lançado             | Não lançado             |
| Neko no Iru Tangram: Neko to Iyashi no Silhouette Puzzle                                                                           | Jupiter Corporation        | 20 de outubro de 2010   | Não lançado             | Não lançado             | Não lançado             |
| Neko Reversi | SilverStar                 | 14 de março de 2012     | Não lançado             | Não lançado             | Não lançado             |
| New English Training: Learning with Tempo - Advanced Edition Rizumu de Kitaeru Atarashii Eigo Duke Native Kaiwa HenJP              | Nintendo                   | 27 de maio de 2009      | Não lançado             | 5 de fevereiro de 2010  | Não lançado             |
| New English Training: Learning with Tempo - Beginners Edition Rizumu de Kitaeru Atarashii Eigo Duke Yasashii Kaiwa HenJP           | Nintendo                   | 27 de maio de 2009      | Não lançado             | 5 de fevereiro de 2010  | Não lançado             |
| Nintendoji | Nintendo                   | 3 de abril de 2013      | Não lançado             | Não lançado             | Não lançado             |
| Noroi no Game: Chi | Square Enix                | 9 de setembro de 2009   | Não lançado             | Não lançado             | Não lançado             |
| Noroi no Game: Goku | Square Enix                | 9 de setembro de 2009   | Não lançado             | Não lançado             | Não lançado             |
| Number Battle Chotto Suujin TaisenJP Sujin Taisen: Number BattlesEU                                                                | Nintendo                   | 28 de janeiro de 2009   | 14 de agosto de 2009    | 25 de janeiro de 2010   | Não lançado             |
| Odekake Takorin | Mechanic Arms              | 12 de fevereiro de 2014 | Não lançado             | Não lançado             | Não lançado             |
| Odekake! Earth Seeker | Enterbrain                 | 23 de junho de 2011     | Não lançado             | Não lançado             | Não lançado             |
| Orion's Odyssey | Enjoy Gaming               | Não lançado             | 12 de dezembro de 2013  | Não lançado             | Não lançado             |
| Oscar in Movieland | Virtual Playground         | Não lançado             | 8 de fevereiro de 2010  | 2 de abril de 2010      | 2 de abril de 2010      |
| Oscar in Toyland | Virtual Playground         | Não lançado             | 14 de setembro de 2009  | 28 de agosto de 2009    | 14 de setembro de 2009  |
| Oscar in Toyland 2 | Virtual Playground         | Não lançado             | 14 de fevereiro de 2011 | 14 de janeiro de 2011   | 14 de janeiro de 2011   |
| Oscar's World Tour | Virtual Playground         | Não lançado             | 28 de julho de 2011     | 11 de agosto de 2011    | 11 de agosto de 2011    |
| Oshiete Darling | Starfish SD                | 28 de abril de 2010     | Não lançado             | Não lançado             | Não lançado             |
| Otegaru Puzzle Series: Yurie to Fushigi na Meikyuu                                                                                 | Arc System Works           | 23 de fevereiro de 2011 | Não lançado             | Não lançado             | Não lançado             |
| Othello | Arc System Works           | 29 de julho de 2009     | Não lançado             | Não lançado             | Não lançado             |
| Otoa no Tame no Keisan Training DS                                                                                                 | IE Institute               | 5 de agosto de 2009     | Não lançado             | Não lançado             | Não lançado             |
| Otona no Nihonshi Puzzle | IE Institute               | 30 de junho de 2010     | Não lançado             | Não lançado             | Não lançado             |
| Otona no Sekaishi Puzzle | IE Institute               | 28 de julho de 2010     | Não lançado             | Não lançado             | Não lançado             |
| Otona no Tame no Renjuku Kanji | IE Institute               | 19 de maio de 2010      | Não lançado             | Não lançado             | Não lançado             |
| Panda Craze | TikGames                   | Não lançado             | Não lançado             | Não lançado             | 25 de fevereiro de 2011 |
| Panewa! | Jupiter Corporation        | 16 de dezembro de 2009  | Não lançado             | Não lançado             | Não lançado             |
| Paper PlaneEU, AUS Paper Airplane ChaseNA                                                                                          | Nintendo                   | 24 de dezembro de 2008  | 27 de abril de 2009     | 3 de abril de 2009      | 2 de abril de 2009      |
| Paul's Monster Adventure Al to Harapeko MonsterJP                                                                                  | Agetec                     | 24 de março de 2010     | 20 de dezembro de 2010  | Não lançado             | Não lançado             |
| Paul's Shooting Adventure Adventure Kids: Pole no BoukenJP                                                                         | Agetec                     | 14 de julho de 2010     | 1 de novembro de 2010   | Não lançado             | Não lançado             |
| Paul's Shooting Adventure 2 Adventure Kids 2: Paul no DaiboukenJP                                                                  | Agetec                     | 11 de abril de 2012     | 10 de maio de 2012      | Não lançado             | Não lançado             |
| peakvox: MajiMajo | Fun Unit Inc               | 5 de setembro de 2012   | Não lançado             | Não lançado             | Não lançado             |
| peakvox: Mew Mew Chamber | Fun Unit Inc               | 9 de março de 2011      | Não lançado             | Não lançado             | Não lançado             |
| Peg Solitaire | CIRCLE Entertainment       | Não lançado             | 1 de novembro de 2010   | 25 de fevereiro de 2011 | Não lançado             |
| Penguin Patrol | Grab Games                 | Não lançado             | 5 de abril de 2012      | Não lançado             | Não lançado             |
| Petz Kittens Petz NurseryEU, AUS                                                                                                   | Ubisoft                    | Não lançado             | 19 de julho de 2010     | 17 de setembro de 2010  | 17 de setembro de 2010  |
| Petz Catz Family Petz Cat SuperstarEU, AUS                                                                                         | Ubisoft                    | Não lançado             | 1 de outubro de 2010    | 1 de outubro de 2010    | 1 de outubro de 2010    |
| Petz Dogz Family Petz Dog SuperstarEU, AUS                                                                                         | Ubisoft                    | Não lançado             | 1 de outubro de 2010    | 1 de outubro de 2010    | 1 de outubro de 2010    |
| Petz Hamsterz Family Petz Hamster SuperstarEU, AUS                                                                                 | Ubisoft                    | Não lançado             | 1 de outubro de 2010    | 1 de outubro de 2010    | 1 de outubro de 2010    |
| Phantasy Star Zero Mini | Sega                       | 25 de março de 2009     | 2010                    | Não lançado             | Não lançado             |
| Photo DojoEU, AUS, NA Photo Fighter XJP                                                                                            | Nintendo                   | 16 de dezembro de 2009  | 10 de maio de 2010      | 19 de março de 2010     | 19 de março de 2010     |
| PicDun | Intense                    | 27 de abril de 2011     | Não lançado             | Não lançado             | Não lançado             |
| PictureBook Games: The Royal Bluff                                                                                                 | Nintendo                   | 16 de setembro de 2009  | 26 de outubro de 2009   | 11 de dezembro de 2009  | 11 de dezembro de 2009  |
| Pinball Pulse: The Ancients Beckon                                                                                                 | Nintendo                   | Não lançado             | 12 de outubro de 2009   | Não lançado             | 5 de março de 2010      |
| Pirates Assault | CIRCLE Ent.                | Não lançado             | Não lançado             | Não lançado             | 5 de abril de 2012      |
| Play & Learn Chinese | Selectsoft                 | Não lançado             | 17 de novembro de 2011  | Não lançado             | Não lançado             |
| Play & Learn Spanish | Selectsoft                 | Não lançado             | 4 de agosto de 2011     | Não lançado             | Não lançado             |
| Pocket Pack: Strategy Games | Mere Mortals               | Não lançado             | Não lançado             | 18 de junho de 2010     | Não lançado             |
| Pocket Pack: Words & Numbers | Mere Mortals               | Não lançado             | Não lançado             | 16 de abril de 2010     | Não lançado             |
| Ponjan | Takara Tomy                | 25 de novembro de 2009  | Não lançado             | Não lançado             | Não lançado             |
| Poony to 20 no Asobi Ba | Beyond Interactive         | 15 de setembro de 2010  | Não lançado             | Não lançado             | Não lançado             |
| Pop Island | Odenis Studio              | Não lançado             | 7 de dezembro de 2009   | 12 de março de 2010     | Não lançado             |
| Pop Island Paperfield | Odenis Studio              | Não lançado             | 12 de julho de 2010     | 23 de julho de 2010     | Não lançado             |
| Pop Plus: SoloNA Pop+ SoloAUS | Nnooo                      | Não lançado             | 24 de agosto de 2009    | 21 de agosto de 2009    | 21 de agosto de 2009    |
| Prehistorik Man | Interplay                  | Não lançado             | Não lançado             | Não lançado             | 2 de julho de 2010      |
| Primrose | Sabarasa                   | Não lançado             | 12 de julho de 2010     | 20 de agosto de 2010    | Não lançado             |
| Pro Jumper! Guilty Gear Tangent!? ARC Style: Furo Jump!! Guilty Gear Gaiden!?JP                                                    | Nintendo                   | 1 de setembro de 2010   | 23 de junho de 2011     | Não lançado             | Não lançado             |
| Pro-Putt Domo | Nintendo                   | Não lançado             | 19 de outubro de 2009   | Não lançado             | Não lançado             |
| Publisher Dream | CIRCLE Ent.                | 26 de junho de 2013     | 9 de maio de 2013       | 2 de maio de 2013       | 2 de maio de 2013       |
| Pucca Noodle Rush | Bigben Interactive         | Não lançado             | Não lançado             | 18 de dezembro de 2011  | Não lançado             |
| Puffins: Let's Fish! | Other Ocean Entertainment  | Não lançado             | 21 de junho de 2010     | Não lançado             | Não lançado             |
| Puffins: Let's Race! | Other Ocean Entertainment  | Não lançado             | 26 de julho de 2010     | Não lançado             | Não lançado             |
| Puffins: Let's Roll! | Other Ocean Entertainment  | Não lançado             | 26 de abril de 2010     | Não lançado             | Não lançado             |
| Puzzle Fever | Korner Entertainment SL    | Não lançado             | 27 de julho de 2011     | Não lançado             | Não lançado             |
| Puzzle League ExpressNA, JP A Little Bit of... Puzzle LeagueEU, AUS                                                                | Nintendo                   | 28 de janeiro de 2009   | 31 de agosto de 2009    | 17 de julho de 2009     | 17 de julho de 2009     |
| Puzzle Magazine Crossword House Vol. 1                                                                                             | Nintendo                   | 27 de maio de 2009      | Não lançado             | Não lançado             | Não lançado             |
| Puzzle Magazine Crossword House Vol. 2                                                                                             | Nintendo                   | 1 de julho de 2009      | Não lançado             | Não lançado             | Não lançado             |
| Puzzle Magazine Crossword House Vol. 3                                                                                             | Nintendo                   | 29 de julho de 2009     | Não lançado             | Não lançado             | Não lançado             |
| Puzzle Quest: Challenge of the Warlords                                                                                            | 1st Playable               | Não lançado             | Não lançado             | Não lançado             | 6 de março de 2014      |
| Puzzle Rocks | Cinemax                    | Não lançado             | Não lançado             | 8 de setembro de 2011   | Não lançado             |
| Puzzle to Go: Planets and Universe                                                                                                 | Tivola Publishing          | Não lançado             | Não lançado             | 18 de novembro de 2012  | Não lançado             |
| Puzzle to Go: Wildlife | Tivola Publishing          | Não lançado             | Não lançado             | 19 de fevereiro de 2010 | Não lançado             |
| Puzzler World XL | UFO Interactive Games      | Não lançado             | 18 de outubro de 2012   | Não lançado             | Não lançado             |
| Quick Fill Q Anaume Puzzle Game QJP                                                                                                | Agetec                     | 7 de junho de 2011      | 5 de janeiro de 2012    | Não lançado             | Não lançado             |
| QuickPick Farmer | Dancing Dots               | Não lançado             | 5 de julho de 2010      | Não lançado             | Não lançado             |
| Quiz Ongaku no Jikan: Joysound Wii Super DX Senyou Kyoku Navi Dzuke                                                                | Hudson Soft                | 8 de dezembro de 2010   | Não lançado             | Não lançado             | Não lançado             |
| Rabi Laby | Agetec                     | 1 de setembro de 2010   | 14 de março de 2011     | 27 de dezembro de 2012  | Não lançado             |
| Rabi Laby 2 | Agetec                     | 23 de fevereiro de 2011 | 19 de julho de 2012     | 18 de julho de 2013     | Não lançado             |
| Radar War Series: Gunjin Shogi | WaiS                       | 1 de dezembro de 2010   | Não lançado             | Não lançado             | Não lançado             |
| Rayman | Ubisoft                    | Não lançado             | 7 de dezembro de 2009   | 25 de dezembro de 2009  | 25 de dezembro de 2009  |
| Real Crimes: Jack the Ripper | Virtual Playground         | Não lançado             | 24 de maio de 2010      | 25 de junho de 2010     | 25 de junho de 2010     |
| Real Football 2009 DsiWareEU, AUS Real Soccer 2009 DsiWareNA                                                                       | Gameloft                   | Não lançado             | 11 de maio de 2009      | 24 de abril de 2009     | 24 de abril de 2009     |
| Real Football 2010EU, AUS Real Soccer 2010NA, JP                                                                                   | Gameloft                   | 26 de maio de 2010      | 15 de fevereiro de 2010 | 5 de março de 2010      | 5 de março de 2010      |
| Remote Racers | QubicGames                 | Não lançado             | Não lançado             | Não lançado             | 13 de maio de 2011      |
| Renjuku Kanji Chuugakusei | IE Institute               | 28 de abril de 2010     | Não lançado             | Não lançado             | Não lançado             |
| Renjuku Kanji Shougaku 1 Nensei | IE Institute               | 16 de dezembro de 2009  | Não lançado             | Não lançado             | Não lançado             |
| Renjuku Kanji Shougaku 2 Nensei | IE Institute               | 20 de janeiro de 2010   | Não lançado             | Não lançado             | Não lançado             |
| Renjuku Kanji Shougaku 3 Nensei | IE Institute               | 3 de fevereiro de 2010  | Não lançado             | Não lançado             | Não lançado             |
| Renjuku Kanji Shougaku 4 Nensei | IE Institute               | 10 de março de 2010     | Não lançado             | Não lançado             | Não lançado             |
| Renjuku Kanji Shougaku 5 Nensei | IE Institute               | 10 de março de 2010     | Não lançado             | Não lançado             | Não lançado             |
| Renjuku Kanji Shougaku 6 Nensei | IE Institute               | 10 de abril de 2010     | Não lançado             | Não lançado             | Não lançado             |
| Retro Pocket | UFO Interactive Games      | Não lançado             | 20 de setembro de 2012  | Não lançado             | Não lançado             |
| Rika Quiz Shougakusei: Seibutsu Chigaku Hen                                                                                        | IE Institute               | 7 de setembro de 2011   | Não lançado             | Não lançado             | Não lançado             |
| Rikishi | ArtePiazza                 | 19 de janeiro de 2011   | Não lançado             | Não lançado             | Não lançado             |
| Road Racing: Uma no Suke 2012 | Starfish SD                | 26 de setembro de 2012  | Não lançado             | Não lançado             | Não lançado             |
| Robot Rescue | Teyon                      | 22 de setembro de 2010  | 16 de novembro de 2009  | 12 de novembro de 2010  | 12 de novembro de 2010  |
| Robot Rescue 2 | Teyon                      | Não lançado             | 11 de outubro de 2012   | 11 de outubro de 2012   | Não lançado             |
| Rock-n-Roll Domo | Nintendo                   | Não lançado             | 19 de outubro de 2009   | Não lançado             | Não lançado             |
| Rocks N' Rockets | TikGames                   | Não lançado             | Não lançado             | Não lançado             | 3 de dezembro de 2010   |
| RPG Dasshutsu Game | Intense                    | 24 de novembro de 2010  | Não lançado             | Não lançado             | Não lançado             |
| Rummikub | Engine Software            | Não lançado             | 4 de outubro de 2010    | 23 de agosto de 2012    | Não lançado             |
| Sagittarius-A-Star | LukPlus                    | 16 de abril de 2014     | Não lançado             | Não lançado             | Não lançado             |
| Saikyou Gensei Shogi | SilverStar                 | 19 de agosto de 2009    | Não lançado             | Não lançado             | Não lançado             |
| Saikyou Ginsei Igo | SilverStar                 | 16 de setembro de 2009  | Não lançado             | Não lançado             | Não lançado             |
| Sangoku Daifugou | SilverStar                 | 14 de julho de 2010     | Não lançado             | Não lançado             | Não lançado             |
| Save the Turtles | Sabarasa                   | Não lançado             | 29 de março de 2010     | 3 de abril de 2010      | 30 de abril de 2010     |
| Scrabble Classic | Electronic Arts            | Não lançado             | 15 de fevereiro de 2010 | Não lançado             | Não lançado             |
| Scrabble Slam | Electronic Arts            | Não lançado             | 26 de abril de 2010     | Não lançado             | Não lançado             |
| Scrabble Tools | Electronic Arts            | Não lançado             | 19 de julho de 2010     | Não lançado             | Não lançado             |
| Sea Battle Kaisen Game: Radar WarJP                                                                                                | Teyon                      | 23 de junho de 2010     | 24 de abril de 2014     | Não lançado             | Não lançado             |
| Sengoku Tactics | AMZY                       | 25 de janeiro de 2012   | Não lançado             | Não lançado             | Não lançado             |
| Sepas Channel | G-mode                     | 29 de setembro de 2010  | Não lançado             | Não lançado             | Não lançado             |
| Shantae: Risky's Revenge | WayForward Technologies    | Não lançado             | 4 de outubro de 2010    | 11 de outubro de 2011   | 11 de outubro de 2011   |
| Shapo | TikGames                   | Não lançado             | Não lançado             | Não lançado             | 11 de março de 2011     |
| Shin Sangoku Mahjong: Kokushi Musou                                                                                                | SilverStar                 | 15 de setembro de 2010  | Não lançado             | Não lançado             | Não lançado             |
| Shirogane no Torikago: The Angels with Strange Wings                                                                               | Starfish SD                | 12 de dezembro de 2012  | Não lançado             | Não lançado             | Não lançado             |
| Simply Mahjong | Engine Software B.V.       | Não lançado             | Não lançado             | 6 de setembro de 2010   | Não lançado             |
| Simply Minesweeper | Engine Software B.V.       | Não lançado             | Não lançado             | 6 de outubro de 2011    | Não lançado             |
| Simply Solitaire | Engine Software B.V.       | Não lançado             | Não lançado             | 28 de março de 2011     | Não lançado             |
| Simply Sudoku | Engine Software B.V.       | Não lançado             | Não lançado             | 12 de março de 2010     | Não lançado             |
| Slingo Supreme | Magellan Interactive       | Não lançado             | 29 de dezembro de 2011  | Não lançado             | Não lançado             |
| Smart Girl's Playhouse Mini | UFO Interactive            | Não lançado             | 8 de novembro de 2012   | Não lançado             | Não lançado             |
| Snakenoid | Cinemax                    | Não lançado             | Não lançado             | 5 de fevereiro de 2010  | Não lançado             |
| Snakenoid Deluxe | Cinemax                    | Não lançado             | Não lançado             | 24 de maio de 2011      | Não lançado             |
| SnapdotsNA Guruguru LogicJP | Nintendo                   | 2 de dezembro de 2009   | 18 de outubro de 2010   | Não lançado             | Não lançado             |
| Snowboard Xtreme | EnjoyUp Games              | Não lançado             | 3 de janeiro de 2013    | 24 de janeiro de 2013   | Não lançado             |
| Sokomania | Cinemax                    | Não lançado             | 3 de maio de 2010       | Não lançado             | Não lançado             |
| Sokomania 2: Cool Job | Cinemax                    | Não lançado             | 8 de maio de 2014       | Não lançado             | Não lançado             |
| Solitaire Collection | Intense                    | 6 de fevereiro de 2013  | Não lançado             | Não lançado             | Não lançado             |
| Soul of Darkness | Gameloft                   | Não lançado             | 5 de julho de 2010      | 16 de julho de 2010     | 16 de julho de 2010     |
| Space Ace | Digital Leisure            | Não lançado             | Não lançado             | Não lançado             | 31 de dezembro de 2010  |
| Space Invaders Extreme Z | Taito                      | 4 de novembro de 2009   | Não lançado             | Não lançado             | Não lançado             |
| Spaceball: Revolution | Virtual Toys               | Não lançado             | 15 de fevereiro de 2010 | Não lançado             | 2 de abril de 2010      |
| Spin Six Kuru Kuru Action Kuru Pachi 6JP                                                                                           | Nintendo                   | 1 de abril de 2009      | 21 de junho de 2010     | 31 de dezembro de 2010  | Não lançado             |
| Spirit Hunters Inc: Light | Nnooo                      | Não lançado             | Não lançado             | Não lançado             | 22 de novembro de 2012  |
| Spirit Hunters Inc: Shadow | Nnooo                      | Não lançado             | Não lançado             | Não lançado             | 22 de novembro de 2012  |
| Spot It! Challenge | Big John Games             | Não lançado             | 29 de novembro de 2010  | Não lançado             | Não lançado             |
| Spot It! Mean Machines | Big John Games             | Não lançado             | 1 de novembro de 2012   | Não lançado             | Não lançado             |
| Spot the Difference Atama IQ PanicJP                                                                                               | Enjoy Gaming               | 28 de setembro de 2011  | 25 de outubro de 2010   | 22 de outubro de 2010   | Não lançado             |
| Spotto!NA Bird & BombsEU, AUS Neratte Spotto!JP                                                                                    | Nintendo                   | 25 de novembro de 2009  | 15 de fevereiro de 2010 | 26 de fevereiro de 2010 | 26 de fevereiro de 2010 |
| Star Novels: Kono Haretasora no Shita de                                                                                           | Starfish                   | 5 de junho de 2013      | Não lançado             | Não lançado             | Não lançado             |
| Star Novels: Shirogane no Torikago                                                                                                 | Starfish                   | 12 de dezembro de 2012  | Não lançado             | Não lançado             | Não lançado             |
| Starship Patrol | Nintendo                   | 10 de fevereiro de 2010 | 18 de janeiro de 2010   | 18 de dezembro de 2009  | 18 de dezembro de 2009  |
| SteamWorld Tower Defense | Image & Form               | Não lançado             | 5 de julho de 2010      | 5 de julho de 2010      | 5 de julho de 2010      |
| Subete ga Tsunagaru Kimochiyosa! Kotobashi-ru                                                                                      | Bandai Namco Games         | 10 de novembro de 2010  | Não lançado             | Não lançado             | Não lançado             |
| Sudoku | Electronic Arts            | Não lançado             | 26 de outubro de 2009   | 2010                    | 6 de novembro de 2009   |
| Sudoku 4Pockets 3600 Puzzles | 4pockets.com               | Não lançado             | janeiro de 2010         | janeiro de 2010         | Não lançado             |
| Sudoku Challenge | Digital Leisure            | Não lançado             | 30 de novembro de 2009  | 14 de maio de 2010      | Não lançado             |
| Sudoku Sensei | Hudson Soft                | Não lançado             | 28 de dezembro de 2009  | 15 de janeiro de 2010   | Não lançado             |
| Sudoku StudentNA Sudoku 50! For BeginnersEU, AUS, JP                                                                               | Hudson Soft                | 18 de março de 2009     | 27 de julho de 2009     | 26 de junho de 2009     | 26 de junho de 2009     |
| Super Swap | Teyon                      | Não lançado             | 21 de junho de 2010     | 7 de janeiro de 2011    | Não lançado             |
| Super Yum Yum Puzzle Adventures | Mastertronic               | Não lançado             | 26 de março de 2010     | 26 de março de 2010     | 26 de março de 2010     |
| Supermarket Mania | G5 Entertainment           | Não lançado             | Não lançado             | Não lançado             | 19 de novembro de 2010  |
| Surfacer+ | Lexis Numerique            | Não lançado             | 10 de janeiro de 2011   | 14 de janeiro de 2011   | Não lançado             |
| Surviving High School | Electronic Arts            | Não lançado             | 26 de abril de 2010     | 3 de abril de 2010      | 30 de abril de 2010     |
| System Flaw Recruit | Enjoy Gaming Ltd.          | Não lançado             | 26 de abril de 2010     | 16 de abril de 2010     | Não lançado             |
| Telegraph Crosswords | Sanuk Games                | Não lançado             | 14 de junho de 2010     | Não lançado             | Não lançado             |
| Telegraph Sudoku & Kakuro | Sanuk Games                | Não lançado             | 31 de maio de 2010      | 18 de junho de 2010     | Não lançado             |
| Tell Me Darling | Starfish SD                | 2011                    | Não lançado             | Não lançado             | Não lançado             |
| Tetris Party Live | Hudson Soft                | Não lançado             | 22 de novembro de 2010  | 3 de dezembro de 2010   | Não lançado             |
| The Aquarium of Luck | MSL                        | Não lançado             | Não lançado             | 10 de novembro de 2011  | Não lançado             |
| The Cellar | Arc System Works           | 27 de junho de 2012     | Não lançado             | Não lançado             | Não lançado             |
| The Legend of Zelda: Four Swords Anniversary Edition                                                                               | Nintendo/Grezzo            | 28 de setembro de 2011  | 28 de setembro de 2011  | 28 de setembro de 2011  | 28 de setembro de 2011  |
| The Lost Town - The Dust | CIRCLE Ent.                | Não lançado             | Não lançado             | Não lançado             | 4 de agosto de 2011     |
| The Lost Town - The Jungle | CIRCLE Ent.                | Não lançado             | Não lançado             | Não lançado             | 16 de agosto de 2012    |
| The Misshitsukara no Dasshutsu: Gakkou-Hen                                                                                         | D3Publisher                | 24 de dezembro de 2009  | Não lançado             | Não lançado             | Não lançado             |
| The Misshitsukara no Dasshutsu iWare                                                                                               | D3Publisher                | 22 de julho de 2009     | Não lançado             | Não lançado             | Não lançado             |
| The Misshitsukara no Dasshutsu: Sky Tower Hen                                                                                      | D3Publisher                | 22 de dezembro de 2010  | Não lançado             | Não lançado             | Não lançado             |
| The Oregon Trail | Gameloft                   | Não lançado             | 28 de dezembro de 2009  | Não lançado             | Não lançado             |
| The Seller | CIRCLE Ent.                | Não lançado             | 17 de janeiro de 2011   | 4 de março de 2011      | Não lançado             |
| The Tower DS Classic | Nintendo                   | 26 de agosto de 2009    | Não lançado             | Não lançado             | Não lançado             |
| The Tower DS: Kougai Ekimae Ichiba ni Idome!! Kyodai Shopping Center Hen                                                           | Nintendo                   | 21 de outubro de 2009   | Não lançado             | Não lançado             | Não lançado             |
| The Tower DS: Ura Roji no Nitouchi ni Ichiryuu Hotel o Kensetsuseyo!! Hen                                                          | Nintendo                   | 30 de setembro de 2009  | Não lançado             | Não lançado             | Não lançado             |
| Thorium Wars | Big John Games             | Não lançado             | 5 de outubro de 2009    | 8 de outubro de 2010    | Não lançado             |
| Topoloco | Abstraction Games          | Não lançado             | 5 de julho de 2012      | 12 de julho de 2012     | Não lançado             |
| Torida: Chicken Tabi Shindan | G-mode                     | 30 de setembro de 2009  | Não lançado             | Não lançado             | Não lançado             |
| Touch de Manzai! Megami no Etsubo DL                                                                                               | Collavier                  | 1 de maio de 2013       | Não lançado             | Não lançado             | Não lançado             |
| Touch de Oboeru Hyakunin-Isshu: Chotto DSi Shigureden                                                                              | Nintendo                   | 4 de novembro de 2010   | Não lançado             | Não lançado             | Não lançado             |
| Touch Solitaire 2-in-1 SolitaireEU Solitaire DSiJP                                                                                 | Nintendo                   | 28 de janeiro de 2009   | 11 de janeiro de 2010   | 11 de setembro de 2009  | 11 de setembro de 2009  |
| TrajectileNA Reflect MissileJP, AUS, EU                                                                                            | Nintendo                   | 4 de janeiro de 2010    | 4 de janeiro de 2010    | 27 de novembro de 2009  | 27 de novembro de 2009  |
| Treasure Hunter X Fall in the DarkJP                                                                                               | Agetec                     | 21 de abril de 2010     | 14 de dezembro de 2011  | 29 de agosto de 2013    | 29 de agosto de 2013    |
| Trollboarder | Enjoy Gaming               | Não lançado             | 21 de julho de 2011     | 8 de abril de 2012      | Não lançado             |
| True Swing Golf Express A Little Bit of... Nintendo Touch GolfEU                                                                   | Nintendo                   | Não lançado             | 1 de fevereiro de 2010  | 13 de novembro de 2009  | 13 de novembro de 2009  |
| TURN: The Lost Artifact | Creative Patterns          | Não lançado             | 9 de agosto de 2010     | Não lançado             | Não lançado             |
| Ubongo | Korner Entertainment SL    | Não lançado             | 25 de abril de 2011     | Não lançado             | Não lançado             |
| Uchimakure! Touch de Chameleon | Tom Create                 | 30 de junho de 2010     | Não lançado             | Não lançado             | Não lançado             |
| Uchuu o Kakeru Shoujo Shooting | ITL                        | 25 de novembro de 2009  | Não lançado             | Não lançado             | Não lançado             |
| Ugoite Asobu Boxing | Genki                      | 28 de julho de 2010     | Não lançado             | Não lançado             | Não lançado             |
| Uno | Gameloft                   | 9 de dezembro de 2009   | 21 de dezembro de 2009  | 20 de novembro de 2009  | 20 de novembro de 2009  |
| Unou to Sanou ga Kousa Suru: UraNoura                                                                                              | Tom Create                 | 29 de julho de 2009     | Não lançado             | Não lançado             | Não lançado             |
| Valet Parking 1989 | Zordix                     | Não lançado             | 30 de maio de 2011      | 21 de abril de 2011     | 22 de abril de 2011     |
| Viking Invasion | BiP media                  | Não lançado             | 2 de novembro de 2009   | 16 de outubro de 2009   | 16 de outubro de 2009   |
| VT Tennis | Virtual Toys               | Não lançado             | 1 de março de 2010      | 3 de abril de 2010      | 30 de abril de 2010     |
| Wakugumi: Monochrome Puzzle | MitchellJP NintendoAUS     | 1 de abril de 2009      | Não lançado             | Não lançado             | 16 de outubro de 2009   |
| WarioWare: Snapped!EU, AUS, NA | Nintendo                   | 24 de dezembro de 2008  | 5 de abril de 2009      | 3 de abril de 2009      | 3 de abril de 2009      |
| Whack-A-Friend | Agetec                     | Não lançado             | 9 de maio de 2011       | Não lançado             | Não lançado             |
| White-Water Domo | Nintendo                   | Não lançado             | 19 de outubro de 2009   | Não lançado             | Não lançado             |
| Wizard Defenders | Teyon                      | Não lançado             | 27 de dezembro de 2012  | Não lançado             | Não lançado             |
| Wonderful Sports Bowling | Genki                      | 27 de outubro de 2010   | Não lançado             | Não lançado             | Não lançado             |
| Word Searcher | Digital Leisure            | Não lançado             | 11 de janeiro de 2010   | Não lançado             | Não lançado             |
| Word Searcher 2 | Digital Leisure            | Não lançado             | 3 de janeiro de 2011    | Não lançado             | Não lançado             |
| Word Searcher 3 | Digital Leisure            | Não lançado             | 16 de maio de 2011      | Não lançado             | Não lançado             |
| Word Searcher 4 | Digital Leisure            | Não lançado             | 8 de dezembro de 2011   | Não lançado             | Não lançado             |
| WordJong Arcade | Magellan Interactive       | Não lançado             | 15 de dezembro de 2011  | Não lançado             | Não lançado             |
| Working Dawgs: A-Maze-ing Pipes | Big John Games             | Não lançado             | 15 de novembro de 2012  | Não lançado             | Não lançado             |
| Working Dawgs: Rivet Retriever | Big John Games             | Não lançado             | 18 de abril de 2013     | Não lançado             | Não lançado             |
| World Poker Tour: Texas Hold 'Em                                                                                                   | Hands-On Mobile            | Não lançado             | 24 de maio de 2010      | Não lançado             | Não lançado             |
| X-ScapeNA 3D Space TankEU, AUS X-ReturnsJP                                                                                         | Nintendo                   | 30 de junho de 2010     | 28 de maio de 2010      | 16 de julho de 2010     | 16 de julho de 2010     |
| Yummy Yummy Cooking Jam | Virtual Toys               | Não lançado             | Não lançado             | Não lançado             | 25 de setembro de 2009  |
| Zacross | Mechanic Arms              | 19 de março de 2014     | Não lançado             | Não lançado             | Não lançado             |
| Zenonia | Gamevil                    | 24 de dezembro de 2010  | 27 de dezembro de 2010  | 24 de dezembro de 2010  | 24 de dezembro de 2010  |
| Zimo: Mahjong Fanatic Mahjong Puzzle: ZimoJP                                                                                       | Agetec                     | 12 de outubro de 2011   | 16 de junho de 2011     | Não lançado             | Não lançado             |
| Zombie Skape | EnjoyUp Games              | Não lançado             | 13 de dezembro de 2012  | 17 de janeiro de 2013   | Não lançado             |
| Zoo Frenzy | Gameloft                   | 14 de abril de 2010     | 15 de fevereiro de 2010 | Não lançado             | 26 de fevereiro de 2010 |
| Zoonies: Escape from Makatu | Kiloo                      | Não lançado             | 18 de agosto de 2011    | 29 de abril de 2011     | 29 de abril de 2011     |

## Lista de aplicativos da DSiWare
Foram 151 aplicativos lançados na DSiWare
| Título                                                                                                | Publicadora             | Japão                   | América do Norte        | Europa                  | Austrália               |
| --- | ----------------------- | ----------------------- | ----------------------- | ----------------------- | ----------------------- |
| 6 in 1 Dictionary with Camera FunctionNA Dictionary 6 in 1 with Camera Function                       | Nintendo                | 7 de outubro de 2009    | Não lançado             | 4 de setembro de 2009   | 4 de setembro de 2009   |
| ACT Series: Tango Chou Nicchuu-hen                                                                    | Digital Media Lab       | 11 de novembro de 2009  | Não lançado             | Não lançado             | Não lançado             |
| ACT Series: Tango Chou Nichiei-hen                                                                    | Digital Media Lab       | 27 de janeiro de 2010   | Não lançado             | Não lançado             | Não lançado             |
| ACT Series: Tango Chou Nikkan-hen                                                                     | Digital Media Lab       | 27 de janeiro de 2010   | Não lançado             | Não lançado             | Não lançado             |
| Animal Crossing Calculator                                                                            | Nintendo                | 25 de fevereiro de 2009 | 4 de maio de 2009       | 5 de junho de 2009      | 5 de junho de 2009      |
| Animal Crossing Clock                                                                                 | Nintendo                | 1 de abril de 2009      | 4 de maio de 2009       | 5 de junho de 2009      | 5 de junho de 2009      |
| Anne's Doll Studio: Antique Collection Atelier Deco la Doll AntiqueJP                                 | Gamebridge              | 26 de dezembro de 2012  | 26 de junho de 2014     | 26 de junho de 2014     | Não lançado             |
| Anne's Doll Studio: Gothic Collection Atelier Deco la Doll GothicJP                                   | Gamebridge              | 28 de abril de 2010     | 19 de janeiro de 2012   | 19 de janeiro de 2012   | Não lançado             |
| Anne's Doll Studio: Lolita Collection Atelier Deco la Doll LolitaJP                                   | Gamebridge              | 22 de dezembro de 2010  | 26 de junho de 2014     | 26 de junho de 2014     | Não lançado             |
| Anne's Doll Studio: Princess Collection Atelier Deco la Doll PrincessJP                               | Gamebridge              | 27 de abril de 2011     | 26 de junho de 2014     | 26 de junho de 2014     | Não lançado             |
| Anne's Doll Studio: Tokyo Collection Atelier Deco la DollJP                                           | Gamebridge              | 16 de dezembro de 2009  | 12 de abril de 2012     | 12 de abril de 2012     | Não lançado             |
| Aquarium with Clock                                                                                   | LukPlus                 | 24 de fevereiro de 2010 | Não lançado             | Não lançado             | Não lançado             |
| Art Academy: First Semester                                                                           | Nintendo                | 18 de novembro de 2009  | 14 de setembro de 2009  | 25 de dezembro de 2009  | 25 de dezembro de 2009  |
| Art Academy: Second Semester                                                                          | Nintendo                | 18 de novembro de 2009  | 28 de setembro de 2009  | 8 de janeiro de 2010    | 8 de janeiro de 2010    |
| Artist ni Narou! Kigaru ni Sketch                                                                     | Ertain                  | 28 de abril de 2010     | Não lançado             | Não lançado             | Não lançado             |
| Artist ni Narou! Minna no Nurie Inu-Hen                                                               | Ertain                  | 16 de dezembro de 2009  | Não lançado             | Não lançado             | Não lançado             |
| Artist ni Narou! Minna no Nurie Joukyuu-Hen                                                           | Ertain                  | 13 de janeiro de 2010   | Não lançado             | Não lançado             | Não lançado             |
| Artist ni Narou! Minna no Nurie Musha-Hen                                                             | Ertain                  | 3 de fevereiro de 2010  | Não lançado             | Não lançado             | Não lançado             |
| Artist ni Narou! Minna no Nurie Neko-Hen                                                              | Ertain                  | 6 de janeiro de 2010    | Não lançado             | Não lançado             | Não lançado             |
| Artist ni Narou! Minna no Nurie Shokyuuhen                                                            | Ertain                  | 9 de dezembro de 2009   | Não lançado             | Não lançado             | Não lançado             |
| Atsumeru Egaocho                                                                                      | Nintendo                | 22 de abril de 2009     | Não lançado             | Não lançado             | Não lançado             |
| Biorhythm                                                                                             | Cinemax                 | Não lançado             | 17 de dezembro de 2010  | 10 de janeiro de 2013   | Não lançado             |
| Calculator                                                                                            | Cinemax                 | Não lançado             | Não lançado             | Não lançado             | 20 de maio de 2011      |
| Chara Pasha! Cinnamon Roll                                                                            | Nippon Columbia         | 12 de janeiro de 2011   | Não lançado             | Não lançado             | Não lançado             |
| Chara Pasha! Hello Kitty                                                                              | Nippon Columbia         | 8 de dezembro de 2010   | Não lançado             | Não lançado             | Não lançado             |
| Chara Pasha! Kaiten Muten Maru                                                                        | Nippon Columbia         | 14 de setembro de 2011  | Não lançado             | Não lançado             | Não lançado             |
| Chara Pasha! Kikansha Thomas                                                                          | Nippon Columbia         | 15 de dezembro de 2010  | Não lançado             | Não lançado             | Não lançado             |
| Chara Pasha! My Melody                                                                                | Nippon Columbia         | 2 de março de 2011      | Não lançado             | Não lançado             | Não lançado             |
| Chara Pasha! SpongeBob                                                                                | Nippon Columbia         | 19 de janeiro de 2011   | Não lançado             | Não lançado             | Não lançado             |
| Chotto DS Bungaku Zenshuu: Sekai no Bungaku 20                                                        | Nintendo                | 25 de fevereiro de 2009 | Não lançado             | Não lançado             | Não lançado             |
| City Transport Map - Volume 1                                                                         | Nintendo                | 28 de janeiro de 2009   | 7 de agosto de 2009     | 7 de agosto de 2009     | 7 de agosto de 2009     |
| City Transport Map - Volume 2                                                                         | Nintendo                | 28 de janeiro de 2009   | 7 de agosto de 2009     | 7 de agosto de 2009     | 7 de agosto de 2009     |
| Dekisugi Tincle Pack                                                                                  | Nintendo                | 24 de junho de 2009     | Não lançado             | Não lançado             | Não lançado             |
| Discolight                                                                                            | Nintendo                | Não lançado             | 8 de novembro de 2010   | 21 de maio de 2010      | Não lançado             |
| Dokodemo Wii no Ma                                                                                    | Nintendo                | 1 de maio de 2009       | Não lançado             | Não lançado             | Não lançado             |
| Dragon Quest Monsters: Battle Road Victory: Senyou Color Code Scanner                                 | Square Enix             | 15 de julho de 2010     | Não lançado             | Não lançado             | Não lançado             |
| DS Kokoro Merie                                                                                       | Nintendo                | 7 de abril de 2010      | Não lançado             | Não lançado             | Não lançado             |
| Faceez AtamagoJP                                                                                      | Gamebridge              | 24 de agosto de 2011    | 22 de fevereiro de 2010 | 9 de abril de 2010      | 9 de abril de 2010      |
| Faceez: Monsters! Atamago MonstersJP                                                                  | Gamebridge              | 19 de outubro de 2011   | 28 de março de 2011     | 18 de fevereiro de 2011 | Não lançado             |
| Flashlight                                                                                            | Nintendo                | Não lançado             | 25 de outubro de 2010   | 19 de março de 2010     | 19 de março de 2010     |
| Flipnote Studio                                                                                       | Nintendo                | 24 de dezembro de 2008  | 12 de agosto de 2009    | 14 de agosto de 2009    | 14 de agosto de 2009    |
| Ganbaru Watashi no Osaifu Ouendan                                                                     | Nintendo                | 1 de abril de 2009      | Não lançado             | Não lançado             | Não lançado             |
| Genius Personal: Ei-Wa Rakubiki Jiten                                                                 | Nintendo                | 13 de janeiro de 2010   | Não lançado             | Não lançado             | Não lançado             |
| Genius Personal: Wa-Ei Rakubiki Jiten                                                                 | Nintendo                | 13 de janeiro de 2010   | Não lançado             | Não lançado             | Não lançado             |
| Goku Birei Aquarium: Sekai no Sakana to Iruka: Kujira-Tachi                                           | Collavier               | 12 de junho de 2013     | Não lançado             | Não lançado             | Não lançado             |
| Hajimete no Mojirenshuu                                                                               | Kounan Denki Seisakujo  | 7 de julho de 2010      | Não lançado             | Não lançado             | Não lançado             |
| Hello Kitty no Minna no Nurie                                                                         | Collavier               | 20 de julho de 2011     | Não lançado             | Não lançado             | Não lançado             |
| Hellokids Vol. 1: Coloring and Painting                                                               | BiP Media               | Não lançado             | 16 de maio de 2011      | 15 de abril de 2011     | Não lançado             |
| Hip Hop King Rytmik Edition                                                                           | Cinemax                 | Não lançado             | Não lançado             | Não lançado             | 11 de fevereiro de 2011 |
| Hirameki Egara Shiritori                                                                              | Kounan Denki Seisakujo  | 22 de junho de 2011     | Não lançado             | Não lançado             | Não lançado             |
| Hobo Ka no Kenkō Techō                                                                                | Nintendo                | 21 de abril de 2010     | Não lançado             | Não lançado             | Não lançado             |
| Hobonichi Rosenzu 2009                                                                                | Nintendo                | 28 de janeiro de 2009   | Não lançado             | Não lançado             | Não lançado             |
| Hobonichi Rosenzu 2010: Zenkoku 7 Area + Shinkansen Map                                               | Nintendo                | 3 de fevereiro de 2010  | Não lançado             | Não lançado             | Não lançado             |
| I am in the Movie                                                                                     | CIRCLE Entertainment    | Não lançado             | 27 de março de 2014     | 17 de abril de 2014     | Não lançado             |
| Inchworm Animation                                                                                    | Flat Black Films        | Não lançado             | Não lançado             | Não lançado             | 20 de setembro de 2012  |
| Jam Space: PocketStudio                                                                               | HB Studios Multimedia   | Não lançado             | 13 de dezembro de 2010  | Não lançado             | Não lançado             |
| Jibun Detsukuru: Nintendo DS Guide                                                                    | Nintendo                | 17 de novembro de 2010  | Não lançado             | Não lançado             | Não lançado             |
| Kaite Oboeru: Eigo Tangochō                                                                           | Nintendo                | 17 de março de 2010     | Não lançado             | Não lançado             | Não lançado             |
| Kaite Oboeru: Shashin Tangochō                                                                        | Nintendo                | 17 de março de 2010     | Não lançado             | Não lançado             | Não lançado             |
| Kigaru ni Oekaki Koubou                                                                               | Collavier               | 14 de setembro de 2011  | Não lançado             | Não lançado             | Não lançado             |
| Kokoro no Health Meter: Kokoron                                                                       | T&S Ltd.                | 8 de setembro de 2010   | Não lançado             | Não lançado             | Não lançado             |
| Koneko no Ie: Kirishima-ke to Sanbiki no Koneko                                                       | WorkJam                 | 3 de março de 2010      | Não lançado             | Não lançado             | Não lançado             |
| Kyōkara Hajimeru Facening: KaoTre Mini 1 – Sukkiri Chōkao Course                                      | Nintendo                | 9 de setembro de 2009   | Não lançado             | Não lançado             | Não lançado             |
| Kyōkara Hajimeru Facening: KaoTre Mini 2 – Sutekina Egao Course                                       | Nintendo                | 9 de setembro de 2009   | Não lançado             | Não lançado             | Não lançado             |
| Kyōkara Hajimeru Facening: KaoTre Mini 3 – Wakawakashī Kao Course                                     | Nintendo                | 9 de setembro de 2009   | Não lançado             | Não lançado             | Não lançado             |
| Kyōkara Hajimeru Facening: KaoTre Mini 4 – Me to Kuchi no Kenkō Course                                | Nintendo                | 9 de setembro de 2009   | Não lançado             | Não lançado             | Não lançado             |
| Kyōkara Hajimeru Facening: KaoTre Mini 5 – Kao no Refresher Course                                    | Nintendo                | 9 de setembro de 2009   | Não lançado             | Não lançado             | Não lançado             |
| Kyou wa Nan no Hi? Hyakka: Hyakkajiten Mypedia Yori                                                   | IE Institute            | 24 de fevereiro de 2010 | Não lançado             | Não lançado             | Não lançado             |
| Let's Create! Pottery                                                                                 | Infinite Dreams         | Não lançado             | 25 de agosto de 2011    | 28 de junho de 2012     | Não lançado             |
| Little Twin Stars to Minna no Nurie                                                                   | Collavier               | 21 de dezembro de 2011  | Não lançado             | Não lançado             | Não lançado             |
| Mainichi Sodateru Nikki Calendar                                                                      | IE Institute            | 4 de novembro de 2009   | Não lançado             | Não lançado             | Não lançado             |
| Make Up & Style                                                                                       | Cypronia                | Não lançado             | 7 de julho de 2011      | 12 de janeiro de 2012   | Não lançado             |
| Mario Calculator                                                                                      | Nintendo                | 25 de fevereiro de 2009 | 15 de junho de 2009     | 3 de julho de 2009      | 3 de julho de 2009      |
| Mario Clock                                                                                           | Nintendo                | 1 de abril de 2009      | 15 de junho de 2009     | 3 de julho de 2009      | 3 de julho de 2009      |
| Master of Illusion Express: Deep PsycheNA, AUS A Little Bit of... Magic Made Fun: Deep PsycheEU       | Nintendo                | 24 de dezembro de 2008  | 20 de abril de 2009     | 8 de maio de 2009       | 8 de maio de 2009       |
| Master of Illusion Express: Funny FaceNA, AUS A Little Bit of... Magic Made Fun: Funny FaceEU         | Nintendo                | 24 de dezembro de 2008  | 5 de abril de 2009      | 1 de maio de 2009       | 1 de maio de 2009       |
| Master of Illusion Express: MatchmakerNA, AUS A Little Bit of... Magic Made Fun: MatchmakerEU         | Nintendo                | 22 de abril de 2009     | 14 de dezembro de 2009  | 4 de dezembro de 2009   | 4 de dezembro de 2009   |
| Master of Illusion Express: Mind ProbeNA, AUS A Little Bit of... Magic Made Fun: Mind ProbeEU         | Nintendo                | 1 de abril de 2009      | 30 de novembro de 2009  | 25 de dezembro de 2009  | 25 de dezembro de 2009  |
| Master of Illusion Express: Psychic CameraNA, AUS A Little Bit of... Magic Made Fun: Psychic CameraEU | Nintendo                | 27 de maio de 2009      | 28 de dezembro de 2009  | 18 de dezembro de 2009  | 18 de dezembro de 2009  |
| Master of Illusion Express: Shuffle GamesNA, AUS A Little Bit of... Magic Made Fun: Shuffle GamesEU   | Nintendo                | 24 de dezembro de 2008  | 13 de abril de 2009     | 15 de maio de 2009      | 15 de maio de 2009      |
| Meikyō Kokugo Rakubiki Jiten                                                                          | Nintendo                | 25 de novembro de 2009  | Não lançado             | Não lançado             | Não lançado             |
| Missy Mila: Twisted Tales                                                                             | Planet Nemo Productions | Não lançado             | Não lançado             | 21 de janeiro de 2011   | Não lançado             |
| Moji to Koe de Tanoshiku Kaiwa: Speech Support DS                                                     | Wacom IT                | 30 de março de 2011     | Não lançado             | Não lançado             | Não lançado             |
| Music on: Acoustic Guitar                                                                             | Abylight                | Não lançado             | Não lançado             | Não lançado             | 10 de setembro de 2010  |
| Music on: Drums                                                                                       | Abylight                | Não lançado             | Não lançado             | Não lançado             | 24 de dezembro de 2010  |
| Music on: Electric Guitar                                                                             | Abylight                | Não lançado             | Não lançado             | Não lançado             | 26 de novembro de 2010  |
| Music on: Electronic Keyboard                                                                         | Abylight                | Não lançado             | 14 de junho de 2010     | 4 de junho de 2010      | Não lançado             |
| Music on: Retro Keyboard                                                                              | Abylight                | Não lançado             | 12 de julho de 2010     | 25 de junho de 2010     | 12 de julho de 2010     |
| My Melody to Minna no Nurie                                                                           | Collavier               | 28 de dezembro de 2011  | Não lançado             | Não lançado             | Não lançado             |
| myDiary                                                                                               | Nnooo                   | Não lançado             | Não lançado             | Não lançado             | 17 de setembro de 2010  |
| myNotebook: Blue                                                                                      | Nnooo                   | Não lançado             | Não lançado             | Não lançado             | 20 de novembro de 2009  |
| myNotebook: Carbon                                                                                    | Nnooo                   | Não lançado             | Não lançado             | Não lançado             | 27 de agosto de 2010    |
| myNotebook: Green                                                                                     | Nnooo                   | Não lançado             | Não lançado             | Não lançado             | 18 de dezembro de 2009  |
| myNotebook: Pearl                                                                                     | Nnooo                   | Não lançado             | Não lançado             | Não lançado             | 27 de agosto de 2010    |
| myNotebook: Red                                                                                       | Nnooo                   | Não lançado             | Não lançado             | Não lançado             | 4 de dezembro de 2009   |
| myNotebook: Tan                                                                                       | Nnooo                   | Não lançado             | Não lançado             | Não lançado             | 9 de outubro de 2010    |
| myPostcards                                                                                           | Nnooo                   | Não lançado             | 2010                    | 23 de abril de 2010     | 23 de abril de 2010     |
| MySims Camera                                                                                         | Electronic Arts         | Não lançado             | 21 de setembro de 2009  | 17 de setembro de 2009  | 18 de setembro de 2009  |
| Nagameru Dake de Kashikoku nareru! Mojipittan Shiritori Tokei                                         | Bandai Namco Games      | 25 de fevereiro de 2009 | Não lançado             | Não lançado             | Não lançado             |
| Nari-Chara: Katekyoo Hitman Reborn!                                                                   | Bandai Namco Games      | 27 de janeiro de 2010   | Não lançado             | Não lançado             | Não lançado             |
| Nari-Chara: Naruto Shippuden                                                                          | Bandai Namco Games      | 20 de janeiro de 2010   | Não lançado             | Não lançado             | Não lançado             |
| "New Ace Touch! English - Korean Dictionary"                                                          | Nintendo                | 2011                    | Não lançado             | Não lançado             | Não lançado             |
| "New Ace Touch! Korean - English Dictionary"                                                          | Nintendo                | 2011                    | Não lançado             | Não lançado             | Não lançado             |
| Nintendo 3DS Transfer Tool                                                                            | Nintendo                | 6 de julho de 2011      | 6 de julho de 2011      | 7 de julho de 2011      | 7 de junho de 2011      |
| Nintendo Countdown Calendar                                                                           | Nintendo                | Não lançado             | 20 de setembro de 2010  | Não lançado             | 19 de novembro de 2010  |
| Nintendo DSi Browser                                                                                  | Opera Software          | 1 de novembro de 2008   | 5 de abril de 2009      | 3 de abril de 2009      | 1 de abril de 2009      |
| Nintendo DSi Camera                                                                                   | Nintendo                | 1 de novembro de 2008   | 5 de abril de 2009      | 3 de abril de 2009      | 2 de abril de 2009      |
| Nintendo DSi Instrument Tuner                                                                         | Nintendo                | 2 de setembro de 2009   | 29 de março de 2010     | Não lançado             | Não lançado             |
| Nintendo DSi Metronome                                                                                | Nintendo                | 2 de setembro de 2009   | 29 de março de 2010     | Não lançado             | Não lançado             |
| Nintendo DSi Sound                                                                                    | Nintendo                | 1 de novembro de 2008   | 5 de abril de 2009      | 3 de abril de 2009      | 2 de abril de 2009      |
| Otegaru Shashin Memo                                                                                  | Kounan Denki Seisakujo  | 4 de novembro de 2010   | Não lançado             | Não lançado             | Não lançado             |
| Petit Computer Puchicon mkIIJP                                                                        | Gamebridge              | 14 de março de 2012     | 19 de julho de 2012     | 25 de julho de 2013     | Não lançado             |
| Photo Clock                                                                                           | Nintendo                | 28 de janeiro de 2009   | 25 de maio de 2009      | 9 de outubro de 2009    | 9 de outubro de 2009    |
| Photo Stand Tsuki: Ban-Bro DX Radio                                                                   | Nintendo                | 1 de abril de 2009      | Não lançado             | Não lançado             | Não lançado             |
| Picture Perfect Pocket Stylist Hair Salon: Pocket StylistEU                                           | Gamebridge              | Não lançado             | 9 de julho de 2010      | 2 de maio de 2011       | Não lançado             |
| Pocket Rububu: Hokkaido                                                                               | Nintendo                | 29 de julho de 2009     | Não lançado             | Não lançado             | Não lançado             |
| Pocket Rurubu: Izu Hakone                                                                             | Nintendo                | 24 de fevereiro de 2010 | Não lançado             | Não lançado             | Não lançado             |
| Pocket Rurubu: Kobe                                                                                   | Nintendo                | 24 de dezembro de 2009  | Não lançado             | Não lançado             | Não lançado             |
| Pocket Rurubu: Kyoto                                                                                  | Nintendo                | 27 de maio de 2009      | Não lançado             | Não lançado             | Não lançado             |
| Pocket Rurubu: Nagoya                                                                                 | Nintendo                | 24 de dezembro de 2009  | Não lançado             | Não lançado             | Não lançado             |
| Pocket Rububu: Okinawa                                                                                | Nintendo                | 29 de julho de 2009     | Não lançado             | Não lançado             | Não lançado             |
| Pocket Rurubu: Osaka                                                                                  | Nintendo                | 21 de outubro de 2009   | Não lançado             | Não lançado             | Não lançado             |
| Pocket Rurubu: Shinshū                                                                                | Nintendo                | 24 de fevereiro de 2010 | Não lançado             | Não lançado             | Não lançado             |
| Pocket Rurubu: Tokyo                                                                                  | Nintendo                | 27 de maio de 2009      | Não lançado             | Não lançado             | Não lançado             |
| Pocket Rurubu: Yokohama Kamakura                                                                      | Nintendo                | 21 de outubro de 2009   | Não lançado             | Não lançado             | Não lançado             |
| Puchicon                                                                                              | SmileBoom               | 9 de março de 2011      | Não lançado             | Não lançado             | Não lançado             |
| Rhythm Core Alpha                                                                                     | SoftEgg                 | Não lançado             | 9 de agosto de 2010     | 21 de janeiro de 2011   | 21 de janeiro de 2011   |
| Rhythm Core Alpha 2                                                                                   | SoftEgg                 | Não lançado             | 19 de junho de 2013     | 15 de agosto de 2013    | 15 de agosto de 2013    |
| Rytmik                                                                                                | Cinemax                 | 23 de junho de 2010     | Não lançado             | 7 de maio de 2010       | 7 de maio de 2010       |
| Rytmik Retrobits                                                                                      | Cinemax                 | Não lançado             | Não lançado             | Não lançado             | 3 de novembro de 2011   |
| Rytmik Rock Edition                                                                                   | Cinemax                 | Não lançado             | Não lançado             | Não lançado             | 5 de novembro de 2010   |
| Rytmik World Music                                                                                    | Cinemax                 | Não lançado             | Não lançado             | Não lançado             | 4 de setembro de 2014   |
| Sakurai Miho no Kouun no Megami Therapy Uranai                                                        | WaiS                    | 16 de fevereiro de 2011 | Não lançado             | Não lançado             | Não lançado             |
| Sekai Tanken: Kokki World Map                                                                         | ISP                     | 9 de dezembro de 2009   | Não lançado             | Não lançado             | Não lançado             |
| Sekai Tanken: Kokki World Map 2012                                                                    | ISP                     | 11 de julho de 2009     | Não lançado             | Não lançado             | Não lançado             |
| Sekai Tanken: Kokki World Map 3                                                                       | ISP                     | 28 de agosto de 2013    | Não lançado             | Não lançado             | Não lançado             |
| Shikakui Atama o Maru Kusuru, Mekuri Calendar DS                                                      | IE Institute            | 30 de setembro de 2009  | Não lançado             | Não lançado             | Não lançado             |
| Sleep Clock                                                                                           | Nintendo                | 7 de outubro de 2009    | Não lançado             | 29 de outubro de 2010   | 29 de outubro de 2010   |
| Sokuren Keisan: Nanmon-hen                                                                            | IE Institute            | 13 de abril de 2011     | Não lançado             | Não lançado             | Não lançado             |
| Sokuren Keisan: Shougaku 1 Nensei                                                                     | IE Institute            | 22 de setembro de 2010  | Não lançado             | Não lançado             | Não lançado             |
| Sokuren Keisan: Shougaku 2 Nensei                                                                     | IE Institute            | 29 de setembro de 2010  | Não lançado             | Não lançado             | Não lançado             |
| Sokuren Keisan: Shougaku 3 Nensei                                                                     | IE Institute            | 4 de novembro de 2010   | Não lançado             | Não lançado             | Não lançado             |
| Sokuren Keisan: Shougaku 4 Nensei                                                                     | IE Institute            | 4 de novembro de 2010   | Não lançado             | Não lançado             | Não lançado             |
| Sokuren Keisan: Shougaku 5 Nensei                                                                     | IE Institute            | 15 de dezembro de 2010  | Não lançado             | Não lançado             | Não lançado             |
| Sokuren Keisan: Shougaku 6 Nensei                                                                     | IE Institute            | 12 de janeiro de 2011   | Não lançado             | Não lançado             | Não lançado             |
| Sparkle Snapshots                                                                                     | Nintendo                | 22 de abril de 2009     | 2 de novembro de 2009   | 1 de janeiro de 2010    | 25 de dezembro de 2009  |
| Sukusuku Native Eigo Nikki Calendar                                                                   | IE Institute            | 26 de maio de 2010      | Não lançado             | Não lançado             | Não lançado             |
| Tsukutte Utau: Saru Band                                                                              | Nintendo                | 28 de abril de 2010     | Não lançado             | Não lançado             | Não lançado             |
| Ugoite Asobu Diet                                                                                     | Genki                   | 14 de julho de 2010     | Não lançado             | Não lançado             | Não lançado             |
| Uso Hakken Utsuwa: Kokoronouchi o Nozoichao                                                           | Genki                   | 10 de fevereiro de 2010 | Não lançado             | Não lançado             | Não lançado             |
| Utsushite Jikkan! Diet Memo                                                                           | Bandai Namco Games      | 5 de agosto de 2009     | Não lançado             | Não lançado             | Não lançado             |